# ATP Challenger Tour

Logo dell’ATP Challenger Tour

L'ATP Challenger Tour (conosciuto fino al 2008 come ATP Challenger Series) è una serie di tornei internazionali di tennis maschili di seconda categoria, studiati e gestiti dall'Association of Tennis Professionals per consentire a giocatori di seconda fascia di acquisire un ranking sufficiente per accedere ai tabelloni principali o di qualificazione dei tornei dell'ATP Tour.

## Storia
Il primo circuito Challenger è nato nel 1978 sotto il nome ATP Challenger Series con diciotto tornei durante l'anno. I primi due si sono tenuti nella seconda settimana di gennaio, uno ad Auckland e un altro a Hobart. Gli eventi successivi si sono svolti uno alla settimana a partire dal 18 giugno fino al 18 agosto negli Stati Uniti. Gli eventi sono continuati dopo una pausa di un mese. L'evento finale si è svolto a Kyoto. Trent'anni dopo, nel 2008, il programma offriva 178 tornei situati in più di 40 paesi nel mondo. All'inizio del 2009 il circuito prende il nome odierno ATP Challenger Tour.

## Montepremi e punti

### 2024
Nel 2024 viene introdotta una revisione dei punteggi assegnati nelle varie categorie per le discipline dei singolari soltanto, immutati quelli del doppio, oltre ad essere approntati alcuni posti riservati nei tornei Challenger Tour per le eccellenze prestazionali. Ai tennisti che si trovano nella top 350 della classifica ATP vengono riservati fino a otto posti nei tornei ATP Challenger Tour delle categorie 100 e 125.
Gli ATP Challenger Tour di ogni categoria conservano i punti assegnati al vincitore immutati, mentre vengono abbassati in tutti gli altri turni, dal finalista al primo turno. (Questa diminuzione viene "compensata" aumentando i punti assegnati in tutte le fasi dei tornei ATP 250).
| Categoria del torneo | Singolare | Singolare | Singolare | Singolare | Singolare | Singolare | Singolare | Singolare | Doppio | Doppio | Doppio | Doppio | Doppio |
| Categoria del torneo | V         | F         | SF        | QF        | R16       | R32       | Q         | Q2        | V      | F      | SF     | QF     | R16    |
| -------------------- | --------- | --------- | --------- | --------- | --------- | --------- | --------- | --------- | ------ | ------ | ------ | ------ | ------ |
| Challenger 175       | 175       | 90        | 50        | 25        | 13        | 0         | 6         | 3         |        |        |        |        |        |
| Challenger 125       | 125       | 64        | 35        | 16        | 8         | 0         | 5         | 3         | 125    | 75     | 45     | 25     | 0      |
| Challenger 100       | 100       | 50        | 25        | 14        | 7         | 0         | 4         | 2         | 100    | 60     | 36     | 20     | 0      |
| Challenger 75        | 75        | 44        | 22        | 12        | 6         | 0         | 4         | 2         | 75     | 50     | 30     | 16     | 0      |
| Challenger 50        | 50        | 25        | 14        | 8         | 4         | 0         | 3         | 1         | 50     | 30     | 17     | 9      | 0      |

### 2023
Nel 2022, l'ATP Tour ha annunciato una revisione del sistema di tornei e delle sue categorie. Nel 2023 gli eventi Challenger 110 e Challenger 90 sono stati eliminati, il Challenger 80 è stato ridotto a Challenger 75 ed è stata introdotta la nuova categoria più alta - il Challenger 175. I primi tornei di questa categoria verranno disputati nelle seconde settimane dei Master 1000 di Indian Wells, Madrid e Roma.
| Categoria del torneo | Singolare | Singolare | Singolare | Singolare | Singolare | Singolare | Singolare | Singolare | Doppio | Doppio | Doppio | Doppio | Doppio |
| Categoria del torneo | V         | F         | SF        | QF        | R16       | R32       | Q         | Q2        | V      | F      | SF     | QF     | R16    |
| -------------------- | --------- | --------- | --------- | --------- | --------- | --------- | --------- | --------- | ------ | ------ | ------ | ------ | ------ |
| Challenger 175       | 175       | 100       | 60        | 32        | 15        | 0         | 6         | 2         |        |        |        |        |        |
| Challenger 125       | 125       | 75        | 45        | 25        | 11        | 0         | 5         | 2         | 125    | 75     | 45     | 25     | 0      |
| Challenger 100       | 100       | 60        | 36        | 20        | 9         | 0         | 5         | 2         | 100    | 60     | 36     | 20     | 0      |
| Challenger 75        | 75        | 50        | 30        | 16        | 7         | 0         | 4         | 2         | 75     | 50     | 30     | 16     | 0      |
| Challenger 50        | 50        | 30        | 17        | 9         | 4         | 0         | 3         | 1         | 50     | 30     | 17     | 9      | 0      |

I punti vengono assegnati al vincitore del torneo e ai perdenti dei turni indicati, compresi quelli di qualificazione. Un giocatore che si qualifica al tabellone principale riceve un bonus di un punto che si aggiunge agli eventuali punti che riceverà in base ai successivi risultati.

### 2009-2022
Nel 2009 da ATP Challenger Series è diventato ATP Challenger Tour. Nel 2020 i tornei Challenger furono suddivisi nelle seguenti categorie che variano a seconda del montepremi e dei punti del ranking ATP che assegnano: Challenger 125, Challenger 110, Challenger 100, Challenger 90, Challenger 80 e Challenger 50.
Fino al 2022 i tornei Challenger disponevano di un montepremi che poteva variare da un minimo di 30 000 fino a un massimo di 162 480 dollari. Le categorie variano a seconda del montepremi e dell'eventuale ospitalità (vitto e alloggio) offerta dall'organizzazione del torneo. I tornei più ricchi erano i Challenger 125 e quelli più poveri i Challenger 50. Oltre al montepremi, i tornei Challenger mettevano in palio i seguenti punti per il ranking ATP, che a loro volta dipendono dalla categoria del torneo:
- NB: aggiornato secondo il 2022 ATP Official Rulebook.

| Categoria del torneo | Singolare | Singolare | Singolare | Singolare | Singolare | Singolare | Singolare | Singolare | Doppio | Doppio | Doppio | Doppio | Doppio |
| Categoria del torneo | V         | F         | SF        | QF        | R16       | R32       | Q         | Q2        | V      | F      | SF     | QF     | R16    |
| -------------------- | --------- | --------- | --------- | --------- | --------- | --------- | --------- | --------- | ------ | ------ | ------ | ------ | ------ |
| Challenger 125       | 125       | 75        | 45        | 25        | 11        | 0         | 5         | 2         | 125    | 75     | 45     | 25     | 0      |
| Challenger 110       | 110       | 65        | 40        | 22        | 10        | 0         | 5         | 2         | 110    | 65     | 40     | 22     | 0      |
| Challenger 100       | 100       | 60        | 36        | 20        | 9         | 0         | 5         | 2         | 100    | 60     | 36     | 20     | 0      |
| Challenger 90        | 90        | 55        | 33        | 18        | 8         | 0         | 5         | 2         | 90     | 55     | 33     | 18     | 0      |
| Challenger 80        | 80        | 50        | 30        | 16        | 7         | 0         | 4         | 2         | 80     | 50     | 30     | 16     | 0      |
| Challenger 50        | 50        | 30        | 17        | 9         | 4         | 0         | 3         | 1         | 50     | 30     | 17     | 9      | 0      |

I punti vengono assegnati al vincitore del torneo e ai perdenti dei turni indicati, compresi quelli di qualificazione. Un giocatore che si qualifica al tabellone principale riceve un bonus di un punto che si aggiunge agli eventuali punti che riceverà in base ai successivi risultati. Non vengono concessi punti a chi perde al primo turno. Nei tornei Challeger il primo turno corrisponde ai trentaduesimi di finale ad eccezione dei Challenger 50, nei quali sono ammessi al tabellone principale 24 tennisti e il primo turno corrisponde ai sedicesimi di finale.

## Tornei
- TS=Tretorn series

| Tipo | Torneo                                              | Superficie                             | Città                            | Nazione              | Continente |
| ---- | --------------------------------------------------- | -------------------------------------- | -------------------------------- | -------------------- | ---------- |
|      | Aachen Challenger                                   | Sintetico indoor                       | Aquisgrana                       | Germania             | Europa     |
|      | Aarhus Challenger                                   | Terra rossa                            | Aarhus                           | Danimarca            | Europa     |
|      | AAT Challenger Santa Fe                             | Terra rossa                            | Santa Fe                         | Argentina            | America    |
|      | Aberto da Costa do Sauipe                           | Cemento                                | Mata de São João                 | Brasile              | America    |
|      | Aberto da República                                 | Terra rossa                            | Brasilia                         | Brasile              | America    |
|      | Aberto de Bahia                                     | Cemento                                | Salvador                         | Brasile              | America    |
|      | Aberto de Brasília                                  | Cemento                                | Brasilia                         | Brasile              | America    |
|      | Aberto de Florianópolis                             | Terra rossa                            | Florianópolis                    | Brasile              | America    |
|      | Aberto de São Paulo                                 | Cemento                                | San Paolo                        | Brasile              | America    |
|      | Aberto de Tênis de Santa Catarina                   | Terra rossa                            | Blumenau                         | Brasile              | America    |
|      | Aberto de Tênis do Rio Grande do Sul                | Terra rossa                            | Porto Alegre                     | Brasile              | America    |
|      | Aberto Rio Preto                                    | Terra rossa                            | São José do Rio Preto            | Brasile              | America    |
|      | Abierto de Puebla                                   | Cemento                                | Puebla de Zaragoza               | Messico              | America    |
|      | Abierto Internacional Ciudad de Cancun              | Terra verde                            | Cancún                           | Messico              | America    |
|      | Abierto Internacional Varonil Club Casablanca       | Cemento                                | Città del Messico                | Messico              | America    |
|      | Abierto Internacional de Salinas                    | Cemento                                | Salinas                          | Ecuador              | America    |
|      | Acapulco Challenger                                 | Terra rossa                            | Acapulco                         | Messico              | America    |
|      | Acapulco Tennis Open                                | Cemento                                | Acapulco                         | Messico              | America    |
|      | Adelaide Challenger                                 | Erba                                   | Adelaide                         | Australia            | Oceania    |
|      | Adriatic Challenger                                 | Terra rossa                            | Fano                             | Italia               | Europa     |
|      | Aegean Tennis Cup                                   | Cemento                                | Rodi                             | Grecia               | Europa     |
|      | Agadir Challenger                                   | Terra rossa                            | Agadir                           | Marocco              | Africa     |
|      | Ağrı Cup                                            | Cemento                                | Ağrı                             | Turchia              | Asia       |
|      | Aguascalientes Challenger                           | Terra rossa                            | Aguascalientes                   | Messico              | America    |
|      | Aguascalientes Open                                 | Terra rossa                            | Aguascalientes                   | Messico              | America    |
|      | Ahmedabad Challenger                                | Terra rossa                            | Ahmedabad                        | India                | Asia       |
|      | Aix-en-Provence Challenger                          | Terra rossa                            | Aix-en-Provence                  | Francia              | Europa     |
|      | Alessandria Challenger                              | Terra rossa                            | Alessandria                      | Italia               | Europa     |
|      | Alexander Kolyaskin Memorial                        | Cemento                                | Donec'k                          | Ucraina              | Europa     |
|      | Alicante Challenger                                 | Terra rossa                            | Alicante                         | Spagna               | Europa     |
|      | All Japan Indoor Tennis Championships               | Sintetico indoor                       | Kyoto                            | Giappone             | Asia       |
|      | Almaty Challenger                                   | Terra rossa                            | Almaty                           | Kazakistan           | Asia       |
|      | Almaty Cup                                          | Cemento                                | Almaty                           | Kazakistan           | Asia       |
|      | Alpirsbach Challenger                               | Terra rossa                            | Alpirsbach                       | Germania             | Europa     |
|      | Amarillo Challenger                                 | Cemento indoor                         | Amarillo                         | Stati Uniti          | America    |
|      | Ambato La Gran Ciudad Challenger                    | Terra rossa                            | Ambato                           | Ecuador              | America    |
|      | Americana Challenger                                | Terra rossa                            | Americana                        | Brasile              | America    |
|      | Andalucía Challenger                                | Terra rossa                            | Marbella                         | Spagna               | Europa     |
|      | Andijan Challenger                                  | Cemento                                | Andijan                          | Uzbekistan           | Asia       |
|      | Andorra Challenger                                  | Cemento                                | Escaldes-Engordany               | Andorra              | Europa     |
|      | Andrezieux Challenger                               | Cemento indoor                         | Andrézieux-Bouthéon              | Francia              | Europa     |
|      | Ann Arbor Challenger                                | Cemento indoor                         | Ann Arbor                        | Stati Uniti          | America    |
|      | Annenheim Challenger                                | Erba                                   | Annenheim                        | Austria              | Europa     |
|      | Antalya Challenger                                  | Terra rossa                            | Adalia                           | Turchia              | Asia       |
|      | Antwerp Challenger                                  | Terra rossa                            | Anversa                          | Belgio               | Europa     |
|      | Aptos Challenger                                    | Cemento                                | Aptos                            | Stati Uniti          | America    |
|      | Arad Challenger                                     | Terra rossa                            | Arad                             | Romania              | Europa     |
|      | Arizona Tennis Classic                              | Cemento                                | Phoenix                          | Stati Uniti          | America    |
|      | Armonk Challenger                                   | Terra verde                            | Armonk                           | Stati Uniti          | America    |
|      | Aruba Challenger                                    | Cemento                                | Aruba                            | Paesi Bassi          | America    |
|      | Aschaffenburg Challenger                            | Terra rossa                            | Aschaffenburg                    | Germania             | Europa     |
|      | Asheville Challenger                                | Terra verde                            | Asheville                        | Stati Uniti          | America    |
|      | Ashkelon Challenger                                 | Cemento                                | Ascalona                         | Israele              | Asia       |
|      | Astana Cup                                          | Cemento                                | Astana                           | Kazakistan           | Asia       |
|      | Asunción Challenger                                 | Terra rossa                            | Asunción                         | Paraguay             | America    |
|      | Asunción Challenger (1995)                          | Terra rossa                            | Asunción                         | Paraguay             | America    |
|      | Athens Challenger                                   | Terra rossa                            | Atene                            | Grecia               | Europa     |
|      | Athens Open Challenger                              | Cemento                                | Atene                            | Grecia               | Europa     |
|      | Atlanta Clay Court Challenger                       | Terra rossa                            | Atlanta                          | Stati Uniti          | America    |
|      | Atlantic City Open                                  | Cemento                                | Atlantic City                    | Stati Uniti          | America    |
|      | ATP Challenger China International Nanchang         | Cemento/Terra rossa indoor             | Nanchang                         | Cina                 | Asia       |
|      | ATP Challenger Cortina                              | Terra rossa                            | Cortina d'Ampezzo                | Italia               | Europa     |
|      | ATP Challenger do Rio de Janeiro                    | Terra rossa                            | Rio de Janeiro                   | Brasile              | America    |
|      | ATP Challenger Guangzhou                            | Cemento                                | Canton                           | Cina                 | Asia       |
|      | ATP Challenger Torino                               | Terra rossa                            | Torino                           | Italia               | Europa     |
|      | ATP Challenger Trophy                               | Terra rossa                            | Trnava                           | Slovacchia           | Europa     |
|      | ATP China Challenger International                  | Cemento                                | Wuhai/ Wuhan                     | Cina                 | Asia       |
|      | ATP Linz                                            | Cemento indoor/ Terra rossa            | Linz                             | Austria              | Europa     |
|      | Auckland Challenger                                 | Cemento                                | Auckland                         | Nuova Zelanda        | Oceania    |
|      | Australian Men's Clay Court Challenger              | Terra rossa                            | Canberra                         | Australia            | Oceania    |
|      | Austrian Open Kitzbühel                             | Terra rossa                            | Kitzbühel                        | Austria              | Europa     |
|      | Azores Challenger                                   | Cemento                                | Azzorre                          | Portogallo           | Europa     |
|      | Baden Open                                          | Terra rossa                            | Karlsruhe                        | Germania             | Europa     |
|      | Bad Lippspringe Challenger                          | Sintetico indoor                       | Bad Lippspringe                  | Germania             | Europa     |
|      | Bad Saarow Challenger                               | Terra rossa                            | Bad Saarow                       | Germania             | Europa     |
|      | Bad Waltersdorf Open                                | Terra rossa                            | Bad Waltersdorf                  | Austria              | Europa     |
|      | Bahia Challenger                                    | Cemento                                | Salvador                         | Brasile              | America    |
|      | Bahrain Challenger                                  | Cemento                                | ??                               | Bahrein              | Asia       |
|      | Bahrain Ministry of Interior Tennis Challenger      | Cemento                                | Manama                           | Bahrein              | Asia       |
|      | Bangalore Challenger                                | Cemento                                | Bangalore                        | India                | Asia       |
|      | Bangkok Challenger                                  | Cemento                                | Bangkok                          | Thailandia           | Asia       |
|      | Bangkok Challenger II                               | Cemento                                | Bangkok                          | Thailandia           | Asia       |
|      | Bangkok Challenger III                              | Cemento                                | Bangkok                          | Thailandia           | Asia       |
|      | Bangkok Challenger IV                               | Cemento                                | Bangkok                          | Thailandia           | Asia       |
|      | Bangkok Challenger (1990-2002)                      | Cemento                                | Bangkok                          | Thailandia           | Asia       |
|      | Banja Luka Challenger                               | Terra rossa                            | Banja Luka                       | Bosnia ed Erzegovina | Europa     |
|      | Barcelona Challenger                                | Terra rossa                            | Barcellona                       | Spagna               | Europa     |
|      | Bari Challenger                                     | Terra rossa                            | Bari                             | Italia               | Europa     |
|      | Barnstaple Challenger                               | Cemento indoor                         | Barnstaple                       | Regno Unito          | Europa     |
|      | Båstad Challenger                                   | Terra rossa                            | Båstad                           | Svezia               | Europa     |
|      | Baton Rouge Pro Tennis Classic                      | Cemento                                | Baton Rouge                      | Stati Uniti          | America    |
|      | Beijing Challenger                                  | Cemento                                | Pechino                          | Cina                 | Asia       |
|      | Beijing International Challenger                    | Cemento                                | Pechino                          | Cina                 | Asia       |
|      | Belém Challenger                                    | Cemento                                | Belém                            | Brasile              | America    |
|      | Belgaum Challenger                                  | Cemento                                | Belgaum                          | India                | Asia       |
|      | Belo Horizonte Challenger                           | Terra rossa                            | Belo Horizonte                   | Brasile              | America    |
|      | Bendigo International                               | Cemento                                | Bendigo                          | Australia            | Oceania    |
|      | Bengaluru Open                                      | Cemento                                | Bangalore                        | India                | Asia       |
|      | Benin City Challenger                               | Cemento                                | Benin City                       | Nigeria              | Africa     |
|      | Bercuit Tennis Open                                 | Terra rossa                            | Grez-Doiceau                     | Belgio               | Europa     |
|      | Bergamo Challenger                                  | Sintetico indoor                       | Bergamo                          | Italia               | Europa     |
|      | Bergen Challenger                                   | Sintetico indoor                       | Bergen                           | Norvegia             | Europa     |
|      | Berkeley Challenger                                 | Cemento                                | Berkeley                         | Stati Uniti          | America    |
|      | Berlin Challenger                                   | Terra rossa                            | Berlino                          | Germania             | Europa     |
|      | Bermuda Open Challenger                             | Terra rossa/ Terra verde               | Paget                            | Bermuda              | America    |
|      | BH Tennis Open International Cup                    | Cemento                                | Belo Horizonte                   | Brasile              | America    |
|      | Biarritz Challenger                                 | Terra rossa                            | Biarritz                         | Francia              | Europa     |
|      | Bielefeld Challenger                                | Terra rossa                            | Bielefeld                        | Germania             | Europa     |
|      | Biella Challenger                                   | Cemento                                | Biella                           | Italia               | Europa     |
|      | Binghamton Challenger                               | Cemento                                | Binghamton                       | Stati Uniti          | America    |
|      | Birmingham Challenger                               | Erba/ Terra verde                      | Birmingham                       | Regno Unito          | Europa     |
|      | Black Forest Open                                   | Terra rossa                            | Freudenstadt                     | Germania             | Europa     |
|      | Bloemfontein Challenger                             | Cemento                                | Bloemfontein                     | Sudafrica            | Africa     |
|      | Bloomfield Challenger                               | Cemento                                | Bloomfield                       | Stati Uniti          | America    |
|      | Bochum Challenger                                   | Terra rossa                            | Bochum                           | Germania             | Europa     |
|      | Bogotà Challenger                                   | Terra rossa                            | Bogotà                           | Colombia             | America    |
|      | Bogotà Challenger (2004-2010)                       | Terra rossa                            | Bogotà                           | Colombia             | America    |
|      | Bolton Challenger                                   | Cemento indoor                         | Bolton                           | Regno Unito          | Europa     |
|      | Bonn Open                                           | Terra rossa                            | Bonn                             | Germania             | Europa     |
|      | Bossonnens Challenger                               | Cemento indoor                         | Bossonnens                       | Svizzera             | Europa     |
|      | Boston Challenger                                   | Cemento indoor                         | Boston                           | Stati Uniti          | America    |
|      | Braga Open                                          | Terra rossa                            | Braga                            | Portogallo           | Europa     |
|      | Brasil Tennis Challenger                            | Terra rossa                            | Piracicaba                       | Brasile              | America    |
|      | Brasil Tennis Open                                  | Terra rossa                            | Porto Alegre                     | Brasile              | America    |
|      | Brasilia Challenger                                 | Terra rossa                            | Brasilia                         | Brasile              | America    |
|      | Brașov Challenger                                   | Terra rossa                            | Brașov                           | Romania              | Europa     |
|      | Bratislava Challenger                               | Terra rossa                            | Bratislava                       | Slovacchia           | Europa     |
| TS+  | Bratislava Open                                     | Terra rossa                            | Bratislava                       | Slovacchia           | Europa     |
|      | Braunschweig Open                                   | Terra rossa                            | Braunschweig                     | Germania             | Europa     |
|      | Brazil Challenger                                   | Cemento                                | Aracaju/Belo Horizonte/San Paolo | Brasile              | America    |
|      | Brazil Open Series                                  | Cemento                                | Curitiba                         | Brasile              | America    |
|      | Bressanone Challenger                               | Terra rossa                            | Bressanone                       | Italia               | Europa     |
|      | Brest Challenger                                    | Cemento indoor                         | Brest                            | Francia              | Europa     |
|      | Brindisi Challenger                                 | Terra rossa                            | Brindisi                         | Italia               | Europa     |
|      | Brisbane Challenger                                 | Cemento indoor                         | Brisbane                         | Australia            | Oceania    |
|      | Bromma Challenger                                   | Cemento indoor                         | Bromma                           | Svezia               | Europa     |
|      | Bronx Tennis Classic                                | Cemento                                | New York                         | Stati Uniti          | America    |
|      | Bruck Challenger                                    | Terra rossa                            | Bruck an der Mur                 | Austria              | Europa     |
|      | Brunei Challenger                                   | Cemento                                | ??                               | Brunei               | Asia       |
|      | Brussels Challenger                                 | Terra rossa                            | Bruxelles                        | Belgio               | Europa     |
|      | Bucarest Challenger 3                               | Terra rossa                            | Bucarest                         | Romania              | Europa     |
|      | Bucarest Challenger (1991-1992)                     | Terra rossa                            | Bucarest                         | Romania              | Europa     |
|      | Bucarest Challenger (2001-2008)                     | Terra rossa                            | Bucarest                         | Romania              | Europa     |
|      | Buchholz Challenger                                 | Cemento indoor                         | Buchholz in der Nordheide        | Germania             | Europa     |
|      | Budaors Clay Court Championships                    | Terra rossa                            | Budaörs                          | Ungheria             | Europa     |
|      | Budapest Challenger                                 | Terra rossa                            | Budapest                         | Ungheria             | Europa     |
|      | Budva Challenger                                    | Terra rossa                            | Budua                            | Serbia e Montenegro  | Europa     |
|      | Buenos Aires Challenger                             | Terra rossa                            | Buenos Aires                     | Argentina            | America    |
|      | Buenos Aires Challenger (1980)                      | Terra rossa                            | Buenos Aires                     | Argentina            | America    |
|      | Bukhara Challenger                                  | Cemento                                | Bukhara                          | Uzbekistan           | Asia       |
|      | Bulgarian Open Challenger                           | Terra rossa                            | Sofia                            | Bulgaria             | Europa     |
|      | Burbank Challenger                                  | Cemento                                | Burbank                          | Stati Uniti          | America    |
|      | Burnie International                                | Cemento                                | Burnie                           | Australia            | Oceania    |
|      | Busan Open Challenger                               | Cemento                                | Pusan                            | Corea del Sud        | Asia       |
|      | BW Open                                             | Cemento indoor                         | Ottignies-Louvain-la-Neuve       | Belgio               | Europa     |
|      | Bytom Open                                          | Terra rossa                            | Bytom                            | Polonia              | Europa     |
|      | Cairo Challenger                                    | Terra rossa                            | Il Cairo                         | Egitto               | Africa     |
|      | Calabasas Pro Tennis Championships                  | Cemento                                | Calabasas                        | Stati Uniti          | America    |
|      | Calcutta ATP Challenger Tour                        | Cemento                                | Calcutta                         | India                | Asia       |
|      | Calcutta Challenger                                 | Erba                                   | Calcutta                         | India                | Asia       |
|      | Calgary Challenger                                  | Cemento indoor                         | Calgary                          | Canada               | America    |
|      | Calgary Challenger (1993)                           | Cemento indoor                         | Calgary                          | Canada               | America    |
|      | Cali Challenger                                     | Terra rossa                            | Cali                             | Colombia             | America    |
|      | Cali Open                                           | Terra rossa                            | Cali                             | Colombia             | America    |
|      | Caloundra International                             | Cemento                                | Caloundra                        | Australia            | Oceania    |
|      | Campeonato Internacional de Tênis de Campinas       | Terra rossa                            | Campinas                         | Brasile              | America    |
|      | Campeonato Internacional de Tênis do Estado do Pará | Cemento                                | Belém                            | Brasile              | America    |
|      | Campinas Challenger                                 | Terra rossa                            | Campinas                         | Brasile              | America    |
|      | Campos Challenger                                   | Cemento                                | Campos do Jordão                 | Brasile              | America    |
|      | Campos do Jordão Tennis Cup                         | Cemento                                | Campos do Jordão                 | Brasile              | America    |
|      | Canberra Challenger                                 | Cemento indoor                         | Canberra                         | Australia            | Oceania    |
|      | Cape Cod Challenger                                 | Cemento                                | Cape Cod                         | Stati Uniti          | America    |
|      | Capetown Challenger                                 | Cemento indoor                         | Città del Capo                   | Sudafrica            | Africa     |
|      | Caracas Challenger                                  | Cemento                                | Caracas                          | Venezuela            | America    |
|      | Cardiff Challenger                                  | Cemento indoor                         | Cardiff                          | Regno Unito          | Europa     |
|      | Caribbean Open                                      | Cemento                                | Humacao                          | Porto Rico           | America    |
|      | Cary Challenger                                     | Cemento                                | Cary                             | Stati Uniti          | America    |
|      | Casablanca Challenger                               | Sintetico indoor                       | Casablanca                       | Marocco              | Africa     |
|      | Cascais Challenger                                  | Sintetico indoor                       | Cascais                          | Portogallo           | Europa     |
|      | Cassis Open Provence                                | Cemento                                | Cassis                           | Francia              | Europa     |
|      | Celle Challenger                                    | Terra rossa                            | Celle                            | Germania             | Europa     |
|      | Cervia Challenger                                   | Terra rossa                            | Cervia                           | Italia               | Europa     |
|      | Challenger Antofagasta                              | Terra rossa                            | Antofagasta                      | Cile                 | America    |
|      | Challenger ATP Iquique                              | Terra rossa                            | Iquique                          | Cile                 | America    |
|      | Challenger Biel/Bienne                              | Cemento indoor                         | Bienne                           | Svizzera             | Europa     |
|      | Challenger Casablanca San Ángel                     | Terra rossa                            | Città del Messico                | Messico              | America    |
|      | Challenger Cherbourg-La Manche                      | Cemento indoor                         | Cherbourg                        | Francia              | Europa     |
|      | Challenger Ciudad de Guayaquil                      | Terra rossa                            | Guayaquil                        | Ecuador              | America    |
|      | Challenger Club Els Gorchs                          | Cemento                                | Les Franqueses del Vallès        | Spagna               | Europa     |
| TS+  | Challenger Concepción                               | Terra rossa                            | Concepción                       | Cile                 | America    |
|      | Challenger Coquimbo                                 | Terra rossa                            | Coquimbo                         | Cile                 | America    |
|      | Challenger de Buenos Aires                          | Terra rossa                            | Buenos Aires                     | Argentina            | America    |
|      | Challenger de Drummondville                         | Cemento indoor                         | Drummondville                    | Canada               | America    |
|      | Challenger de Gatineau                              | Cemento                                | Gatineau                         | Canada               | America    |
|      | Challenger de la Ciudad de Mexico                   | Terra rossa                            | Città del Messico                | Messico              | America    |
|      | Challenger del Biobío                               | Terra rossa                            | Concepción                       | Cile                 | America    |
|      | Challenger de Tigre                                 | Terra rossa                            | Tigre                            | Argentina            | America    |
|      | Challenger di Roseto degli Abruzzi                  | Terra rossa                            | Roseto degli Abruzzi             | Italia               | Europa     |
|      | Challenger Eckental                                 | Sintetico indoor                       | Eckental                         | Germania             | Europa     |
|      | Challenger Ibagué                                   | Terra rossa                            | Ibagué                           | Colombia             | America    |
|      | Challenger Internazionale Dell'Insubria             | Terra rossa                            | Chiasso                          | Svizzera             | Europa     |
|      | Challenger Isla de Gran Canaria                     | Terra rossa                            | Maspalomas/ Telde                | Spagna               | Europa     |
|      | Challenger León                                     | Cemento                                | León                             | Messico              | America    |
|      | Challenger Lugano                                   | Cemento indoor                         | Lugano                           | Svizzera             | Europa     |
|      | Challenger Lugano (1999-2010)                       | Terra rossa                            | Lugano                           | Svizzera             | Europa     |
|      | Challenger of Dallas                                | Cemento                                | Dallas                           | Stati Uniti          | America    |
|      | Challenger of Santa Clarita                         | Cemento                                | Valencia                         | Stati Uniti          | America    |
|      | Challenger Series - Chicago                         | Cemento                                | Chicago                          | Stati Uniti          | America    |
|      | Challenger Series - Houston                         | Cemento                                | Houston                          | Stati Uniti          | America    |
|      | Challenger Series - Indian Wells                    | Cemento                                | Indian Wells                     | Stati Uniti          | America    |
|      | Challenger Series - New Haven                       | Cemento                                | New Haven                        | Stati Uniti          | America    |
|      | Challenger Series - Newport Beach                   | Cemento                                | Newport Beach                    | Stati Uniti          | America    |
|      | Challenger Temuco                                   | Cemento                                | Temuco                           | Cile                 | America    |
|      | Challenger Tenis Club Argentino                     | Terra rossa                            | Buenos Aires                     | Argentina            | America    |
|      | Challenger Tucumán                                  | Terra rossa                            | San Miguel de Tucumán            | Argentina            | America    |
|      | Champaign-Urbana Challenger                         | Cemento indoor                         | Champaign                        | Stati Uniti          | America    |
|      | Championnats de Granby                              | Cemento                                | Granby                           | Canada               | America    |
|      | Chandigarh Challenger                               | Cemento                                | Chandigarh                       | India                | Asia       |
|      | Charles Sturt Adelaide International                | Cemento                                | Adelaide                         | Australia            | Oceania    |
|      | Charlotte Challenger                                | Terra verde                            | Charlotte                        | Stati Uniti          | America    |
|      | Charlottesville Men's Pro Challenger                | Cemento indoor                         | Charlottesville                  | Stati Uniti          | America    |
|      | Chartres Challenger                                 | Terra rossa                            | Chartres                         | Francia              | Europa     |
|      | Chengdu Challenger                                  | Cemento                                | Chengdu                          | Cina                 | Asia       |
|      | Chennai Open Challenger                             | Cemento                                | Chennai                          | India                | Asia       |
|      | Chicago Challenger                                  | Cemento                                | Chicago                          | Stati Uniti          | America    |
|      | Chicago Men's Challenger                            | Cemento indoor                         | Chicago                          | Stati Uniti          | America    |
|      | Chichester Challenger                               | Erba                                   | Chichester                       | Regno Unito          | Europa     |
|      | Chicoutimi Challenger                               | Terra rossa                            | Chicoutimi                       | Canada               | America    |
|      | Chigasaki Challenger                                | Terra rossa                            | Chigasaki                        | Giappone             | Asia       |
|      | Chikmagalur Challenger                              | Cemento                                | Chikmagalur                      | India                | Asia       |
|      | Chitré Challenger                                   | Cemento                                | Chitré                           | Panama               | America    |
|      | Christchurch Challenger                             | Sintetico indoor                       | Christchurch                     | Nuova Zelanda        | Oceania    |
| TS+  | Chuncheon Challenger                                | Cemento                                | Busan/Chuncheon                  | Corea del Sud        | Asia       |
|      | Cincinnati Challenger                               | Cemento                                | Cincinnati                       | Stati Uniti          | America    |
|      | Città di Caltanissetta                              | Terra rossa                            | Caltanissetta                    | Italia               | Europa     |
|      | Città di Como Challenger                            | Terra rossa                            | Como                             | Italia               | Europa     |
|      | City of Playford Tennis International               | Cemento                                | Playford                         | Australia            | Oceania    |
|      | Ciutat de Barcelona                                 | Terra rossa                            | Barcellona                       | Spagna               | Europa     |
|      | Clermont-Ferrand Challenger                         | Terra rossa                            | Clermont-Ferrand                 | Francia              | Europa     |
|      | Cleveland Open                                      | Cemento indoor                         | Cleveland                        | Stati Uniti          | America    |
|      | College Station Challenger                          | Cemento                                | College Station                  | Stati Uniti          | America    |
|      | Cologne Challenger                                  | Cemento indoor                         | Colonia                          | Germania             | Europa     |
|      | Colombia Open (1994-2010)                           | Terra rossa                            | Bogotà                           | Colombia             | America    |
|      | Colombia Open (2013-2015)                           | Terra rossa                            | Bogotà                           | Colombia             | America    |
|      | Colorado Tennis Classic                             | Cemento                                | Denver                           | Stati Uniti          | America    |
|      | Columbus Challenger                                 | Cemento indoor                         | Columbus                         | Stati Uniti          | America    |
|      | Concord Challenger                                  | Cemento                                | Concord                          | Stati Uniti          | America    |
|      | Concurso Internacional de Tenis - San Sebastián     | Terra rossa                            | San Sebastián                    | Spagna               | Europa     |
|      | Concurso Internacional de Tenis - Vigo              | Terra rossa                            | Vigo                             | Spagna               | Europa     |
|      | Contrexéville Challenger                            | Terra rossa                            | Contrexéville                    | Francia              | Europa     |
|      | Copa Cordoba                                        | Terra rossa                            | Villa Allende                    | Argentina            | America    |
|      | Copa Faulcombridge Open Ciudad de València          | Terra rossa                            | Valencia                         | Spagna               | Europa     |
|      | Copa Internacional de Tenis de Mexico               | Cemento                                | Città del Messico                | Messico              | America    |
|      | Copa San Juan Gobierno                              | Terra rossa                            | San Juan                         | Argentina            | America    |
|      | Copa Sevilla                                        | Terra gialla                           | Siviglia                         | Spagna               | Europa     |
|      | Copenaghen Challenger                               | Sintetico indoor                       | Copenaghen                       | Danimarca            | Europa     |
|      | Coquitlam Challenger                                | Cemento                                | Coquitlam                        | Canada               | America    |
|      | Corrientes Challenger                               | Terra rossa                            | Corrientes                       | Argentina            | America    |
|      | Cosenza Challenger                                  | Terra rossa                            | Cosenza                          | Italia               | Europa     |
|      | Costa Rica Challenger                               | Cemento                                | San José                         | Costa Rica           | America    |
|      | Cotia Challenger                                    | Cemento                                | Cotia                            | Brasile              | America    |
|      | Covington Challenger                                | Cemento                                | Covington                        | Stati Uniti          | America    |
|      | Cranbrook Tennis Classic                            | Cemento                                | Bloomfield Hills                 | Stati Uniti          | America    |
|      | Crans Montana Challenger                            | Terra rossa                            | Crans-Montana                    | Svizzera             | Europa     |
|      | Cremona Challenger                                  | Cemento                                | Cremona                          | Italia               | Europa     |
|      | Croydon Challenger                                  | Sintetico indoor                       | Croydon                          | Regno Unito          | Europa     |
|      | Cuenca Challenger                                   | Terra rossa                            | Cuenca                           | Ecuador              | America    |
|      | Cuneo Challenger                                    | Terra rossa                            | Cuneo                            | Italia               | Europa     |
|      | Curitiba Challenger                                 | Terra rossa                            | Curitiba                         | Brasile              | America    |
|      | Curitiba Challenger (1980-2001)                     | Terra rossa                            | Curitiba                         | Brasile              | America    |
|      | Czech Indoor Open                                   | Sintetico indoor                       | Průhonice, Praga                 | Rep. Ceca            | Europa     |
|      | Czech Open (Prostějov)                              | Terra rossa                            | Prostějov                        | Rep. Ceca            | Europa     |
|      | Da Nang Tennis Open                                 | Cemento                                | Đà Nẵng                          | Vietnam              | Asia       |
|      | Danube Upper Austria Open                           | Terra rossa                            | Mauthausen                       | Austria              | Europa     |
|      | Daytona Beach Challenger                            | Terra rossa                            | Daytona Beach                    | Stati Uniti          | America    |
|      | Delhi Open                                          | Cemento                                | Nuova Delhi                      | India                | Asia       |
|      | Delray Beach Challenger                             | Cemento                                | Delray Beach                     | Stati Uniti          | America    |
|      | Denver Challenger                                   | Cemento                                | Denver                           | Stati Uniti          | America    |
|      | Dharwad Challenger                                  | Cemento                                | Dharwad                          | India                | Asia       |
|      | Dijon Challenger                                    | Sintetico                              | Digione                          | Francia              | Europa     |
| TS+  | Dnipropetrovsk Challenger                           | Cemento indoor                         | Dnipro                           | Ucraina              | Europa     |
|      | Dobrich Challenger                                  | Terra rossa                            | Dobrič                           | Bulgaria             | Europa     |
|      | Doha Challenger                                     | Cemento                                | Doha                             | Qatar                | Africa     |
|      | Dortmund Challenger                                 | Terra rossa                            | Dortmund                         | Germania             | Europa     |
|      | Dresden Challenger                                  | Terra rossa                            | Dresda                           | Germania             | Europa     |
|      | Dublin Challenger                                   | Sintetico indoor                       | Dublino                          | Irlanda              | Europa     |
|      | Dubrovnik Challenger                                | Terra rossa                            | Ragusa                           | Croazia              | Europa     |
|      | Due Ponti Challenger                                | Terra rossa                            | Roma                             | Italia               | Europa     |
|      | Due Ponti Cup                                       | Terra rossa                            | Roma                             | Italia               | Europa     |
|      | Durban Challenger                                   | Cemento                                | Durban                           | Sudafrica            | Africa     |
|      | Düsseldorf Challenger                               | Terra rossa                            | Düsseldorf                       | Germania             | Europa     |
|      | Dutch Open                                          | Terra rossa                            | Amersfoort                       | Paesi Bassi          | Europa     |
|      | East London Challenger                              | Cemento                                | East London                      | Sudafrica            | Africa     |
|      | Edinburgh Challenger                                | Terra verde                            | Edimburgo                        | Regno Unito          | Europa     |
|      | Eger Challenger                                     | Terra rossa                            | Eger                             | Ungheria             | Europa     |
|      | Ehime International Open                            | Cemento                                | Matsuyama                        | Giappone             | Asia       |
|      | Eilat Challenger                                    | Cemento indoor                         | Eilat                            | Israele              | Asia       |
|      | Eisenach Challenger                                 | Terra rossa                            | Eisenach                         | Germania             | Europa     |
|      | Emden Challenger                                    | Sintetico indoor                       | Emden                            | Germania             | Europa     |
|      | Emilia-Romagna Tennis Cup                           | Terra rossa                            | Parma                            | Italia               | Europa     |
|      | Enugu Challenger                                    | Cemento                                | Enugu                            | Nigeria              | Africa     |
|      | Eskişehir Cup                                       | Cemento                                | Eskişehir                        | Turchia              | Asia       |
|      | Espinho Challenger                                  | Terra rossa                            | Espinho                          | Portogallo           | Europa     |
|      | Essen Challenger                                    | Terra rossa                            | Essen                            | Germania             | Europa     |
|      | Estoril Challenger                                  | Terra rossa                            | Estoril                          | Portogallo           | Europa     |
|      | Fairfield Challenger                                | Cemento                                | Fairfield                        | Stati Uniti          | America    |
|      | Fairfield Challenger (1992-1993)                    | Cemento                                | Fairfield                        | Stati Uniti          | America    |
|      | Fergana Challenger                                  | Cemento                                | Fergana                          | Uzbekistan           | Asia       |
|      | Finnish Open                                        | Terra rossa                            | Helsinki                         | Finlandia            | Europa     |
|      | Firenze Tennis Cup                                  | Terra rossa                            | Firenze                          | Italia               | Europa     |
|      | Florianópolis Challenger                            | Terra rossa                            | Florianópolis                    | Brasile              | America    |
|      | Florianópolis Challenger (1998-2001)                | Terra rossa                            | Florianópolis                    | Brasile              | America    |
|      | Flushing Meadow Challenger                          | Cemento                                | New York                         | Stati Uniti          | America    |
|      | Forest Hills Challenger                             | Terra verde                            | New York                         | Stati Uniti          | America    |
|      | Forlì Challenger                                    | Terra rossa                            | Forlì                            | Italia               | Europa     |
|      | Fortaleza Challenger                                | Cemento                                | Fortaleza                        | Brasile              | America    |
|      | Franken Challenge                                   | Terra rossa                            | Fürth                            | Germania             | Europa     |
|      | Fresno Challenger                                   | Cemento                                | Fresno                           | Stati Uniti          | America    |
|      | Fukuoka Challenger                                  | Cemento                                | Fukuoka                          | Giappone             | Asia       |
|      | Galatina Challenger                                 | Terra rossa                            | Galatina                         | Italia               | Europa     |
|      | Garmisch Challenger                                 | Cemento indoor                         | Garmisch                         | Germania             | Europa     |
|      | GB Pro-Series Loughborough                          | Cemento indoor                         | Loughborough                     | Regno Unito          | Europa     |
|      | Geneva Open Challenger                              | Terra rossa/ Cemento                   | Ginevra                          | Svizzera             | Europa     |
|      | Genoa Open Challenger                               | Terra rossa                            | Genova                           | Italia               | Europa     |
|      | Georgia's Rome Challenger                           | Cemento indoor                         | Rome                             | Stati Uniti          | America    |
|      | Gevrey-Chambertin Challenger                        | Sintetico                              | Gevrey-Chambertin                | Francia              | Europa     |
|      | Gimcheon Open                                       | Cemento                                | Gimcheon                         | Corea del Sud        | Asia       |
|      | Girona Challenger                                   | Terra rossa                            | Gerona                           | Spagna               | Europa     |
|      | Glasgow Challenger                                  | Cemento indoor                         | Glasgow                          | Regno Unito          | Europa     |
|      | Glendale Challenger                                 | Cemento                                | Glendale                         | Stati Uniti          | America    |
|      | Goiania Challenger                                  | Terra rossa                            | Goiânia                          | Brasile              | America    |
|      | Golden Gate Open                                    | Cemento                                | Stanford                         | Stati Uniti          | America    |
|      | Good to Great Challenger                            | Cemento indoor                         | Danderyd                         | Svezia               | Europa     |
|      | Gosford Challenger                                  | Cemento                                | Gosford                          | Australia            | Oceania    |
|      | Göteborg Challenger                                 | Cemento indoor                         | Göteborg                         | Svezia               | Europa     |
|      | Gramado Challenger                                  | Cemento                                | Gramado                          | Brasile              | America    |
|      | Gran Canaria Challenger                             | Terra rossa                            | Las Palmas de Gran Canaria       | Spagna               | Europa     |
|      | Grand Prix Hassan II                                | Terra rossa                            | Casablanca / Marrakech           | Marocco              | Africa     |
|      | Graz Challenger                                     | Sintetico                              | Graz                             | Austria              | Europa     |
|      | Green Bay Challenger                                | Cemento                                | Green Bay                        | Stati Uniti          | America    |
|      | Green World ATP Challenger                          | Cemento                                | Pingguo                          | Cina                 | Asia       |
|      | Grenoble Challenger                                 | Cemento                                | Grenoble                         | Francia              | Europa     |
|      | Groningen Challenger                                | Cemento indoor                         | Groninga                         | Paesi Bassi          | Europa     |
|      | Guadalajara Challenger                              | Terra rossa                            | Guadalajara                      | Messico              | America    |
|      | Guadalajara Challenger II                           | Terra rossa                            | Guadalajara                      | Messico              | America    |
|      | Guadeloupe Challenger                               | Cemento                                | Guadalupa                        | Francia              | America    |
|      | Guam Challenger                                     | Cemento                                | Guam                             | Stati Uniti          | Oceania    |
|      | Guangzhou Huangpu International Tennis Open         | Cemento                                | Canton                           | Cina                 | Asia       |
|      | Guangzhou Challenger                                | Cemento                                | Guangzhou                        | Cina                 | Asia       |
|      | Guarujá Challenger                                  | Cemento                                | Guarujá                          | Brasile              | America    |
|      | Guimarães Open                                      | Cemento                                | Guimarães                        | Portogallo           | Europa     |
|      | Guzzini Challenger                                  | Cemento                                | Recanati                         | Italia               | Europa     |
|      | Gwangju Open                                        | Cemento                                | Gwangju                          | Corea del Sud        | Asia       |
|      | Halifax Challenger                                  | Cemento                                | Halifax                          | Canada               | America    |
|      | Halle Challenger                                    | Terra rossa                            | Halle                            | Germania             | Europa     |
|      | Hambüren Challenger                                 | Sintetico indoor                       | Hambühren                        | Germania             | Europa     |
|      | Hamburg Challenger                                  | Cemento indoor                         | Amburgo                          | Germania             | Europa     |
|      | Hamilton Challenger                                 | Cemento                                | Hamilton                         | Nuova Zelanda        | Oceania    |
|      | Hanko Open                                          | Terra rossa                            | Hanko                            | Finlandia            | Europa     |
| TS+  | Heilbronn Open                                      | Sintetico indoor                       | Talheim                          | Germania             | Europa     |
|      | Heilbronner Neckarcup                               | Terra rossa                            | Heilbronn                        | Germania             | Europa     |
|      | Helsinki Challenger                                 | Sintetico indoor                       | Helsinki                         | Finlandia            | Europa     |
|      | Hilton Head Challenger                              | Terra verde                            | Hilton Head                      | Stati Uniti          | America    |
|      | Hilversum Challenger                                | Terra rossa                            | Hilversum Challenger             | Paesi Bassi          | Europa     |
|      | Ho Chi Minh Challenger                              | Cemento                                | Ho Chi Minh                      | Vietnam              | Asia       |
|      | Homestead Challenger                                | Cemento                                | Homestead                        | Stati Uniti          | America    |
|      | Hong Kong ATP Challenger                            | Cemento                                | Hong Kong                        | Cina                 | Asia       |
|      | Hong Kong Challenger                                | Cemento                                | Hong Kong                        | Cina                 | Asia       |
|      | Hossegor Challenger                                 | Terra rossa                            | Soorts-Hossegor                  | Francia              | Europa     |
|      | Houston Challenger                                  | Cemento                                | Houston Challenger               | Stati Uniti          | America    |
|      | Hua Hin Challenger                                  | Cemento                                | Hua Hin                          | Thailandia           | Asia       |
|      | Hull Challenger                                     | Sintetico indoor                       | Kingston upon Hull               | Regno Unito          | Europa     |
|      | Hungarian Challenger Open                           | Cemento indoor                         | Budapest                         | Ungheria             | Europa     |
|      | Huntington Beach Challenger                         | Cemento                                | Huntington Beach                 | Stati Uniti          | America    |
|      | Hurricane Tennis Open                               | Terra verde                            | Bradenton                        | Stati Uniti          | America    |
|      | I. ČLTK Prague Open                                 | Terra rossa                            | Praga                            | Rep. Ceca            | Europa     |
|      | Iași Open                                           | Terra rossa                            | Iași                             | Romania              | Europa     |
|      | Ikeja Challenger                                    | Cemento                                | Ikeja                            | Nigeria              | Africa     |
|      | Ilheus Challenger                                   | Cemento                                | Ilhéus                           | Brasile              | America    |
|      | Ilkley Trophy                                       | Erba                                   | Ilkley                           | Regno Unito          | Europa     |
|      | Indian River Challenger                             | Terra verde                            | Indian River County              | Stati Uniti          | America    |
|      | Indian Wells Challenger                             | Cemento                                | Indian Wells                     | Stati Uniti          | America    |
|      | International Challenger Baotou                     | Terra rossa indoor                     | Baotou                           | Cina                 | Asia       |
|      | International Challenger Zhangjiagang               | Cemento                                | Zhangjiagang                     | Cina                 | Asia       |
|      | Internationale Westfälische Tennismeisterschaften   | Terra rossa                            | Dortmund                         | Germania             | Europa     |
|      | Internationaux de Nouvelle-Calédonie                | Cemento                                | Numea                            | Francia              | Oceania    |
|      | Internationaux de Tennis de Blois                   | Terra rossa                            | Blois                            | Francia              | Europa     |
|      | Internationaux de Tennis de Toulouse                | Terra rossa                            | Tolosa                           | Francia              | Europa     |
|      | Internationaux de Tennis de Troyes                  | Terra rossa                            | Troyes                           | Francia              | Europa     |
|      | Internationaux de Tennis de Vendée                  | Cemento indoor                         | Mouilleron-le-Captif             | Francia              | Europa     |
|      | Internationaux du Doubs - Open de Franche-Comté     | Cemento indoor                         | Besançon                         | Francia              | Europa     |
|      | Internazionali Città di Brescia                     | Sintetico                              | Brescia                          | Italia               | Europa     |
|      | Internazionali Città di Vicenza                     | Terra rossa                            | Vicenza                          | Italia               | Europa     |
|      | Internazionali di Tennis Castel del Monte           | Cemento indoor                         | Andria                           | Italia               | Europa     |
|      | Internazionali di Tennis Città dell'Aquila          | Terra rossa                            | L'Aquila                         | Italia               | Europa     |
|      | Internazionali di Tennis Città di Padova            | Terra rossa                            | Padova                           | Italia               | Europa     |
|      | Internazionali di Tennis Città di Parma             | Cemento indoor                         | Parma                            | Italia               | Europa     |
|      | Internazionali di Tennis Città di Perugia           | Terra rossa                            | Perugia                          | Italia               | Europa     |
|      | Internazionali di Tennis Città di Rovereto          | Cemento indoor                         | Rovereto                         | Italia               | Europa     |
|      | Internazionali di Tennis Città di Trieste           | Terra rossa                            | Trieste                          | Italia               | Europa     |
|      | Internazionali di Tennis d'Abruzzo                  | Terra rossa                            | Francavilla al Mare              | Italia               | Europa     |
| TS+  | Internazionali di Tennis del Friuli Venezia Giulia  | Terra rossa                            | Cordenons                        | Italia               | Europa     |
|      | Internazionali di Tennis dell'Umbria                | Terra rossa                            | Todi                             | Italia               | Europa     |
| TS+  | Internazionali di Tennis di Bergamo                 | Cemento indoor                         | Bergamo                          | Italia               | Europa     |
|      | Internazionali di Tennis Manerbio                   | Terra rossa                            | Manerbio                         | Italia               | Europa     |
|      | Internazionali di Tennis Monza e Brianza            | Terra rossa                            | Monza                            | Italia               | Europa     |
|      | Internazionali di Tennis Verona                     | Terra rossa                            | Verona                           | Italia               | Europa     |
|      | Internazionali Tennis Val Gardena Südtirol          | Cemento indoor                         | Ortisei                          | Italia               | Europa     |
|      | Irish Open Challenger                               | Sintetico                              | Dublino                          | Irlanda              | Europa     |
|      | Irving Tennis Classic                               | Sintetico                              | Irving                           | Stati Uniti          | America    |
|      | IS Open                                             | Terra rossa                            | San Paolo                        | Brasile              | America    |
|      | IS Open de Tenis                                    | Cemento                                | San Paolo                        | Brasile              | America    |
|      | IsarOpen                                            | Terra rossa                            | Pullach im Isartal               | Germania             | Europa     |
|      | Ischgl Challenger                                   | Sintetico indoor                       | Ischgl                           | Austria              | Europa     |
|      | Ismaning Challenger                                 | Sintetico indoor                       | Ismaning                         | Germania             | Europa     |
| TS+  | Israel Open                                         | Cemento                                | Ramat HaSharon                   | Israele              | Asia       |
|      | Istanbul Challenger                                 | Terra rossa / Cemento / Cemento indoor | Istanbul                         | Turchia              | Asia       |
|      | Istanbul Challenger Cup                             | Cemento                                | Istanbul                         | Turchia              | Asia       |
|      | Itajaí Open de Tênis                                | Terra rossa                            | Itajaí                           | Brasile              | America    |
|      | Itu Challenger                                      | Cemento                                | Itu                              | Brasile              | America    |
|      | Ixtapa Challenger                                   | Cemento                                | Ixtapa                           | Messico              | America    |
|      | Izmir Cup                                           | Cemento                                | Smirne                           | Turchia              | Asia       |
|      | Jaipur Challenger                                   | Erba                                   | Jaipur                           | India                | Asia       |
|      | Jakarta Challenger                                  | Cemento                                | Giacarta                         | Indonesia            | Asia       |
|      | Jakarta Challenger (1988)                           | Cemento                                | Giacarta                         | Indonesia            | Asia       |
|      | Jalisco Open                                        | Cemento                                | Guadalajara                      | Messico              | America    |
|      | JC Ferrero Challenger Open                          | Terra rossa/ Cemento                   | Villena                          | Spagna               | Europa     |
|      | Jersey International Tennis Tournament              | Sintetico indoor                       | Jersey                           | Regno Unito          | Europa     |
|      | Jerusalem Challenger                                | Cemento                                | Gerusalemme                      | Israele              | Asia       |
|      | Jerusalem Open                                      | Cemento                                | Gerusalemme                      | Israele              | Asia       |
|      | Jinan International Open                            | Cemento                                | Jinan                            | Cina                 | Asia       |
|      | Johannesburg Challenger                             | Cemento                                | Johannesburg                     | Sudafrica            | Africa     |
|      | Joinville Challenger                                | Terra rossa                            | Joinville                        | Brasile              | America    |
|      | Jönköping Challenger                                | Cemento indoor                         | Jönköping                        | Svezia               | Europa     |
|      | Joplin Challenger                                   | Cemento indoor                         | Joplin                           | Stati Uniti          | America    |
|      | Kaduna Challenger                                   | Terra rossa                            | Kaduna                           | Nigeria              | Africa     |
|      | Kachreti Challenger                                 | Cemento                                | Kachreti                         | Georgia              | Asia       |
|      | Kakegawa Challenger                                 | Sintetico                              | Kakegawa                         | Giappone             | Asia       |
|      | Kamnik Challenger                                   | Terra rossa                            | Kamnik                           | Slovenia             | Europa     |
|      | Kaohsiung Challenger                                | Cemento                                | Kaohsiung                        | Taiwan               | Asia       |
|      | Kaohsiung Cup                                       | Sintetico indoor                       | Kaohsiung                        | Taipei cinese        | Asia       |
|      | Karshi Challenger                                   | Cemento                                | Karshi                           | Uzbekistan           | Asia       |
|      | Kawana Challenger                                   | Cemento indoor                         | Kawana                           | Australia            | Oceania    |
|      | Kazan Kremlin Cup                                   | Cemento indoor                         | Kazan                            | Russia               | Europa     |
|      | Kazan Summer Cup                                    | Cemento                                | Kazan                            | Russia               | Europa     |
|      | Keio Challenger International Tennis Tournament     | Cemento                                | Yokohama                         | Giappone             | Asia       |
|      | Kent Championships                                  | Erba                                   | Beckenham                        | Regno Unito          | Europa     |
|      | Kerrville Challenger                                | Cemento                                | Kerrville                        | Stati Uniti          | America    |
|      | Kiev Challenger                                     | Terra rossa                            | Kiev                             | Ucraina              | Europa     |
|      | Kish Island Challenger                              | Terra rossa                            | Kish                             | Iran                 | Asia       |
|      | Kiskút Open                                         | Terra rossa indoor                     | Székesfehérvár                   | Ungheria             | Europa     |
|      | Knokke Challenger                                   | Terra rossa                            | Knokke-Heist                     | Belgio               | Europa     |
|      | Knoxville Challenger                                | Cemento indoor                         | Knoxville                        | Stati Uniti          | America    |
|      | Kobe Challenger                                     | Cemento indoor                         | Miki                             | Giappone             | Asia       |
|      | Koblenz Open                                        | Cemento indoor                         | Coblenza                         | Germania             | Europa     |
|      | Kolding Challenger                                  | Cemento indoor                         | Comune di Kolding                | Danimarca            | Europa     |
|      | Kosice Challenger                                   | Terra rossa                            | Košice                           | Slovacchia           | Europa     |
|      | Kosice Challenger II                                | Terra rossa                            | Košice                           | Slovacchia           | Europa     |
|      | Kosice Open                                         | Terra rossa                            | Košice                           | Slovacchia           | Europa     |
|      | Kranj Challenger                                    | Terra rossa                            | Kranj                            | Slovenia             | Europa     |
|      | Kuala Lumpur Challenger                             | Sintetico indoor                       | Kuala Lumpur                     | Malaysia             | Asia       |
|      | Kunal Patel San Francisco Open                      | Cemento indoor                         | San Francisco                    | Stati Uniti          | America    |
|      | Kunming Challenger                                  | Cemento                                | Kunming                          | Cina                 | Asia       |
|      | Kunming Open                                        | Terra rossa                            | Anning                           | Cina                 | Asia       |
|      | Kuwait City Challenger                              | Cemento                                | Al Kuwait                        | Kuwait               | Asia       |
|      | Kyiv Open                                           | Terra rossa                            | Kiev                             | Ucraina              | Europa     |
|      | Kyoto Challenger                                    | Terra rossa                            | Kyoto                            | Giappone             | Asia       |
|      | La Serena Open                                      | Terra rossa                            | La Serena                        | Cile                 | America    |
|      | La Spezia Challenger                                | Terra rossa                            | La Spezia                        | Italia               | Europa     |
|      | Lagos Open                                          | Terra rossa/ Cemento                   | Lagos                            | Nigeria              | Africa     |
|      | Laguna Hills Challenger                             | Cemento                                | Laguna Hills                     | Stati Uniti          | America    |
|      | Lancaster Challenger                                | Cemento                                | Lancaster                        | Stati Uniti          | America    |
|      | Las Vegas Tennis Open                               | Cemento                                | Las Vegas                        | Stati Uniti          | America    |
|      | Launceston Challenger                               | Sintetico indoor                       | Launceston                       | Australia            | Oceania    |
|      | Launceston Tennis International                     | Cemento                                | Launceston                       | Australia            | Oceania    |
|      | Layetano Challenger                                 | Terra rossa                            | Barcellona                       | Spagna               | Europa     |
|      | Le Touquet Challenger                               | Terra rossa                            | Le Touquet-Paris-Plage           | Francia              | Europa     |
|      | Lee-On-Solent Challenger                            | Terra rossa                            | Lee-On-Solent                    | Regno Unito          | Europa     |
|      | Lermontov Cup                                       | Terra rossa                            | Lermontov                        | Russia               | Europa     |
|      | Lexington Challenger                                | Cemento                                | Lexington                        | Stati Uniti          | America    |
|      | Liberec Open                                        | Terra rossa                            | Liberec                          | Rep. Ceca            | Europa     |
|      | Liege Challenger                                    | Terra rossa                            | Liegi                            | Belgio               | Europa     |
|      | Lillehammer Challenger                              | Terra rossa                            | Lillehammer                      | Norvegia             | Europa     |
|      | Lima Challenger                                     | Terra rossa                            | Lima                             | Perù                 | America    |
|      | Lincoln Challenger                                  | Cemento                                | Lincoln                          | Stati Uniti          | America    |
|      | Lins Challenger                                     | Terra rossa                            | Lins                             | Brasile              | America    |
|      | Linz Challenger                                     | Terra rossa                            | Linz                             | Austria              | Europa     |
|      | Lippstadt Challenger                                | Sintetico indoor                       | Lippstadt                        | Germania             | Europa     |
|      | Lisboa Belém Open                                   | Terra rossa                            | Lisbona                          | Portogallo           | Europa     |
|      | Lisbon Challenger                                   | Terra rossa                            | Lisbona                          | Portogallo           | Europa     |
|      | Little Rock Challenger                              | Cemento                                | Little Rock                      | Stati Uniti          | America    |
|      | Liuzhou Open                                        | Cemento                                | Liuzhou                          | Cina                 | Asia       |
|      | Ljubljana Open                                      | Terra rossa                            | Domžale/ Lubiana                 | Slovenia             | Europa     |
|      | Loipersdorf Challenger                              | Terra rossa                            | Loipersdorf                      | Austria              | Europa     |
|      | Lošinj Open                                         | Terra rossa                            | Lussingrande                     | Croazia              | Europa     |
|      | Loughborough Trophy                                 | Cemento indoor                         | Loughborough                     | Regno Unito          | Europa     |
|      | Louisville Tennis Championships                     | Cemento indoor                         | Louisville                       | Stati Uniti          | America    |
|      | LTP Men's Open                                      | Cemento                                | Charleston                       | Stati Uniti          | America    |
|      | Lubbock Challenger                                  | Cemento                                | Lubbock                          | Stati Uniti          | America    |
|      | Lubeck Challenger                                   | Sintetico indoor                       | Lubecca                          | Germania             | Europa     |
|      | Lucknow Challenger                                  | Erba                                   | Lucknow                          | India                | Asia       |
|      | Ludwigshafen Challenger                             | Terra rossa                            | Ludwigshafen am Rhein            | Germania             | Europa     |
|      | Lugo Challenger                                     | Terra rossa                            | Lugo                             | Italia               | Europa     |
|      | Luxembourg Challenger                               | Cemento indoor                         | Lussemburgo                      | Lussemburgo          | Europa     |
|      | Macedonian Open                                     | Terra rossa                            | Skopje                           | Macedonia del Nord   | Europa     |
|      | Macedonian Open (1996-2000)                         | Terra rossa                            | Skopje                           | Macedonia            | Europa     |
|      | Madeira Challenger                                  | Cemento                                | Madera                           | Portogallo           | Europa     |
|      | Madras Challenger                                   | Cemento                                | Chennai                          | India                | Asia       |
|      | Madrid Challenger (1999)                            | Cemento                                | Madrid                           | Spagna               | Europa     |
|      | Maebashi City Challenger                            | Cemento                                | Maebashi                         | Giappone             | Asia       |
|      | Magdeburg Challenger                                | Sintetico indoor                       | Magdeburgo                       | Germania             | Europa     |
|      | Maia Challenger                                     | Terra rossa indoor                     | Maia                             | Portogallo           | Europa     |
|      | Málaga Open                                         | Terra rossa                            | Malaga                           | Spagna               | Europa     |
|      | Mallorca Challenger                                 | Terra rossa                            | Palma di Maiorca                 | Spagna               | Europa     |
|      | Malta Challenger                                    | Cemento                                | Sliema                           | Malta                | Europa     |
|      | Mamaia Challenger                                   | Terra rossa                            | Costanza                         | Romania              | Europa     |
|      | Manaus Challenger                                   | Cemento                                | Manaus                           | Brasile              | America    |
|      | Manchester Open                                     | Erba                                   | Manchester                       | Regno Unito          | Europa     |
|      | Manchester Trophy                                   | Erba                                   | Manchester                       | Regno Unito          | Europa     |
|      | Mandeville Challenger                               | Cemento                                | Mandeville                       | Stati Uniti          | America    |
|      | Manila Challenger                                   | Cemento                                | Manila                           | Filippine            | Asia       |
|      | Mantova Challenger                                  | Terra rossa                            | Mantova                          | Italia               | Europa     |
|      | Marbella Open                                       | Terra rossa                            | Marbella                         | Spagna               | Europa     |
|      | Marburg Open                                        | Terra rossa                            | Marburgo                         | Germania             | Europa     |
|      | Mar del Plata Challenger                            | Terra rossa                            | Mar del Plata                    | Argentina            | America    |
|      | Marrakech Challenger                                | Terra rossa                            | Marrakech                        | Marocco              | Africa     |
|      | Marsiglia Challenger                                | Cemento                                | Marsiglia                        | Francia              | Europa     |
|      | Martinique Challenger                               | Cemento                                | Martinica                        | Francia              | America    |
|      | Maspalomas Challenger                               | Terra rossa                            | Maspalomas                       | Spagna               | Europa     |
|      | Maui Challenger                                     | Cemento                                | Maui                             | Stati Uniti          | America    |
|      | Mauritius Challenger                                | Cemento                                | ??                               | Mauritius            | Africa     |
|      | Medellin Challenger                                 | Terra rossa                            | Medellín                         | Colombia             | America    |
|      | Medjugorje Open                                     | Cemento                                | Međugorje                        | Bosnia ed Erzegovina | Europa     |
|      | Meerbusch Challenger                                | Terra rossa                            | Meerbusch                        | Germania             | Europa     |
|      | Melbourne Challenger                                | Cemento                                | Melbourne                        | Australia            | Oceania    |
|      | Memorial Argo Manfredini                            | Terra rossa                            | Sassuolo                         | Italia               | Europa     |
|      | Mendoza Challenger                                  | Terra rossa                            | Mendoza                          | Argentina            | America    |
|      | Men's Pro Challenger at Tunica National             | Terra verde                            | Tunica Resorts                   | Stati Uniti          | America    |
|      | Merano Challenger                                   | Terra rossa                            | Merano                           | Italia               | Europa     |
|      | Mersin Cup                                          | Terra rossa                            | Mersina                          | Turchia              | Asia       |
|      | Messina Challenger                                  | Terra rossa                            | Messina                          | Italia               | Europa     |
|      | Mexicali Challenger                                 | Cemento                                | Mexicali                         | Messico              | America    |
|      | Mexico City Challenger                              | Terra rossa                            | Città del Messico                | Messico              | America    |
|      | Mexico City Open                                    | Terra rossa                            | Città del Messico                | Messico              | America    |
|      | Miami Challenger                                    | Terra verde                            | Miami                            | Stati Uniti          | America    |
|      | Milano ATP Challenger                               | Terra rossa                            | Milano                           | Italia               | Europa     |
|      | Milano Challenger (2000-2004)                       | Sintetico indoor                       | Milano                           | Italia               | Europa     |
|      | Modena Challenger                                   | Terra rossa                            | Modena                           | Italia               | Europa     |
|      | Modena Challenger (1989)                            | Terra rossa                            | Modena                           | Italia               | Europa     |
|      | Mohammedia Open                                     | Terra rossa                            | Mohammedia                       | Marocco              | Africa     |
|      | Mönchengladbach Challenger                          | Terra rossa                            | Mönchengladbach                  | Germania             | Europa     |
|      | Moncton Men's Challenger                            | Cemento                                | Moncton                          | Canada               | America    |
| TS+  | Mons Challenger                                     | Cemento indoor                         | Mons                             | Belgio               | Europa     |
|      | Montabaur Open                                      | Terra rossa                            | Montabaur                        | Germania             | Europa     |
|      | Montauban Challenger                                | Terra rossa                            | Montauban                        | Francia              | Europa     |
|      | Monte Carlo Challenger                              | Terra rossa                            | Monte Carlo                      | Monaco               | Europa     |
|      | Monterrey Challenger                                | Cemento                                | Monterrey                        | Messico              | America    |
|      | Monterrey Challenger (1992-1996)                    | Cemento                                | Monterrey                        | Messico              | America    |
|      | Montevideo Challenger                               | Terra rossa                            | Montevideo                       | Uruguay              | America    |
|      | Montgomery Challenger                               | Cemento                                | Montgomery                       | Stati Uniti          | America    |
|      | Montreal Challenger                                 | Cemento indoor                         | Montréal                         | Canada               | America    |
|      | Mordovia Cup                                        | Terra rossa                            | Saransk                          | Russia               | Europa     |
|      | Morelos Open                                        | Cemento                                | Cuernavaca                       | Messico              | America    |
|      | Morocco Tennis Tour - Casablanca                    | Terra rossa                            | Casablanca                       | Marocco              | Africa     |
|      | Morocco Tennis Tour - Meknes                        | Terra rossa                            | Meknès                           | Marocco              | Africa     |
|      | Morocco Tennis Tour - Rabat                         | Terra rossa                            | Rabat                            | Marocco              | Africa     |
|      | Morocco Tennis Tour - Tanger                        | Terra rossa                            | Tangeri                          | Marocco              | Africa     |
|      | Morocco Tennis Tour Fes                             | Terra rossa                            | Fès                              | Marocco              | Africa     |
|      | Morocco Tennis Tour - Kenitra                       | Terra rossa                            | Kenitra                          | Marocco              | Africa     |
|      | Morocco Tennis Tour Marrakech                       | Terra rossa                            | Marrakech                        | Marocco              | Africa     |
|      | Moskow Challenger                                   | Terra rossa                            | Mosca                            | Russia               | Europa     |
|      | Mumbai Challenger                                   | Cemento                                | Mumbai                           | India                | Asia       |
|      | Munich Challenger                                   | Sintetico indoor                       | Monaco di Baviera                | Germania             | Europa     |
|      | Munster Open                                        | Sintetico indoor                       | Münster                          | Germania             | Europa     |
|      | Murcia Open                                         | Terra rossa                            | Murcia                           | Spagna               | Europa     |
|      | Music City Challenger                               | Cemento indoor                         | Nashville                        | Stati Uniti          | America    |
|      | Nagareyama Challenger                               | Cemento                                | Nagareyama                       | Giappone             | Asia       |
|      | Nagoya Challenger                                   | Cemento                                | Nagoya                           | Giappone             | Asia       |
|      | Nairobi Challenger                                  | Terra rossa                            | Nairobi                          | Kenya                | Africa     |
|      | Nantes Challenger                                   | Cemento indoor                         | Nantes                           | Francia              | Europa     |
|      | Napa Valley Challenger                              | Cemento                                | Napa                             | Stati Uniti          | America    |
|      | Naples Challenger                                   | Terra verde                            | Naples                           | Stati Uniti          | America    |
|      | Napoli Challenger                                   | Terra rossa                            | Napoli                           | Italia               | Europa     |
|      | Natal Challenger                                    | Terra rossa                            | Natal                            | Brasile              | America    |
|      | Natomas Men's Professional Tennis Tournament        | Cemento                                | Sacramento                       | Stati Uniti          | America    |
|      | Nettingsdorf Challenger                             | Terra rossa                            | Ansfelden                        | Austria              | Europa     |
|      | Neumunster Challenger                               | Sintetico indoor                       | Neumünster                       | Germania             | Europa     |
|      | Neunkirchen Challenger                              | Terra rossa                            | Neunkirchen                      | Germania             | Europa     |
|      | Newcastle Challenger                                | Erba/ Cemento/ Terra rossa             | Newcastle                        | Regno Unito          | Europa     |
|      | New Delhi Challenger                                | Cemento                                | Nuova Delhi                      | India                | Asia       |
|      | New Haven Challenger                                | Cemento                                | New Haven                        | Stati Uniti          | America    |
|      | New Orleans Challenger                              | Cemento                                | New Orleans                      | Stati Uniti          | America    |
|      | Nice Challenger                                     | Terra rossa                            | Nizza                            | Francia              | Europa     |
|      | Nicosia Challenger                                  | Terra rossa                            | Nicosia                          | Cipro                | Europa     |
|      | Ningbo Challenger                                   | Cemento                                | Ningbo                           | Cina                 | Asia       |
|      | NÖ Open                                             | Terra rossa                            | Tulln an der Donau               | Austria              | Europa     |
|      | Nonthaburi Challenger                               | Cemento                                | Nonthaburi                       | Thailandia           | Asia       |
|      | North Miami Beach Challenger                        | Cemento                                | North Miami Beach                | Stati Uniti          | America    |
|      | Nottingham Challenge                                | Erba                                   | Nottingham                       | Regno Unito          | Europa     |
|      | Nottingham Challenger                               | Erba                                   | Nottingham                       | Regno Unito          | Europa     |
|      | Nottingham Challenger 5                             | Cemento indoor                         | Nottingham                       | Regno Unito          | Europa     |
|      | Nottingham Open                                     | Erba                                   | Nottingham                       | Regno Unito          | Europa     |
|      | Nottingham Trophy                                   | Erba                                   | Nottingham                       | Regno Unito          | Europa     |
|      | NSW Open                                            | Cemento                                | Sydney                           | Australia            | Oceania    |
|      | Nümbrecht Challenger                                | Cemento indoor                         | Nümbrecht                        | Germania             | Europa     |
|      | Nur-Sultan Challenger                               | Cemento indoor                         | Astana                           | Kazakistan           | Asia       |
|      | Nyon Challenger                                     | Terra rossa                            | Nyon                             | Svizzera             | Europa     |
|      | Oberstaufen Cup                                     | Terra rossa                            | Oberstaufen                      | Germania             | Europa     |
|      | Odrimont Challenger                                 | Terra rossa                            | Odrimont                         | Belgio               | Europa     |
|      | Oeiras Challenger                                   | Terra rossa                            | Oeiras                           | Portogallo           | Europa     |
|      | Oeiras indoor                                       | Cemento indoor                         | Oeiras                           | Portogallo           | Europa     |
|      | Ogbe Challenger                                     | Cemento                                | Ogbe                             | Nigeria              | Africa     |
|      | Ogun Challenger                                     | Cemento                                | ??                               | Nigeria              | Africa     |
|      | Olbia Challenger                                    | Cemento                                | Olbia                            | Italia               | Europa     |
|      | Olbia Challenger (1996-2005)                        | Terra rossa                            | Olbia                            | Italia               | Europa     |
|      | Onkaparinga Challenger                              | Cemento                                | Città di Onkaparinga             | Australia            | Oceania    |
|      | Open Barletta                                       | Terra rossa                            | Barletta                         | Italia               | Europa     |
|      | Open Barranquilla                                   | Terra rossa                            | Barranquilla                     | Colombia             | America    |
|      | Open Bogotá                                         | Terra rossa                            | Bogotà                           | Colombia             | America    |
|      | Open Bucaramanga                                    | Terra rossa                            | Bucaramanga                      | Colombia             | America    |
|      | Open Cali I                                         | Terra rossa                            | Cali                             | Colombia             | America    |
|      | Open Cali II                                        | Terra rossa                            | Cali                             | Colombia             | America    |
| TS+  | Open Castilla y León                                | Cemento                                | Segovia                          | Spagna               | Europa     |
|      | Open Città di Bari                                  | Cemento                                | Bari                             | Italia               | Europa     |
|      | Open Ciudad de Pozoblanco                           | Cemento                                | Pozoblanco                       | Spagna               | Europa     |
|      | Open Comunidad de Madrid                            | Terra rossa                            | Madrid                           | Spagna               | Europa     |
|      | Open Costa Adeje - Isla de Tenerife                 | Cemento                                | Tenerife                         | Spagna               | Europa     |
|      | Open de Charleroi                                   | Sintetico indoor                       | Charleroi                        | Belgio               | Europa     |
|      | Open de la Réunion                                  | Cemento                                | ?? (La Riunione)                 | Francia              | Africa     |
|      | Open de Lyon Challenger                             | Terra rossa                            | Lione                            | Francia              | Europa     |
|      | Open de Rennes                                      | Cemento indoor                         | Rennes                           | Francia              | Europa     |
|      | Open de Tanger                                      | Terra rossa                            | Tangeri                          | Marocco              | Africa     |
|      | Open d'Orleans                                      | Cemento indoor                         | Orleans                          | Francia              | Europa     |
|      | Open du Pays d'Aix                                  | Terra rossa                            | Aix-en-Provence                  | Francia              | Europa     |
|      | Open Floridablanca                                  | Terra rossa                            | Bucaramanga/ Floridablanca       | Colombia             | America    |
|      | Open Guadeloupe                                     | Cemento                                | Le Gosier                        | Francia              | America    |
|      | Open International de tennis de Roanne              | Cemento indoor                         | Roanne                           | Francia              | Europa     |
|      | Open Medellin                                       | Terra rossa                            | Medellín                         | Colombia             | America    |
|      | Open Pau-Pyrénées                                   | Cemento indoor                         | Pau                              | Francia              | Europa     |
|      | Open Pereira                                        | Terra rossa                            | Pereira                          | Colombia             | America    |
|      | Open Quimper Bretagne Occidentale                   | Cemento indoor                         | Quimper                          | Francia              | Europa     |
|      | Open Rionegro                                       | Terra rossa                            | Rionegro                         | Colombia             | America    |
|      | Open San José                                       | Cemento                                | San José                         | Costa Rica           | America    |
|      | Open Tarragona Costa Daurada                        | Terra rossa                            | Tarragona                        | Spagna               | Europa     |
|      | Orlando Challenger                                  | Cemento                                | Orlando                          | Stati Uniti          | America    |
|      | Orlando Open                                        | Cemento                                | Orlando                          | Stati Uniti          | America    |
|      | Osaka Challenger                                    | Cemento                                | Osaka                            | Giappone             | Asia       |
|      | Ostdeutscher Cup                                    | Terra rossa                            | Dresda                           | Germania             | Europa     |
|      | Ostend Challenger                                   | Terra rossa                            | Ostenda                          | Belgio               | Europa     |
|      | Ostrava Open Challenger                             | Terra rossa                            | Ostrava                          | Rep. Ceca            | Europa     |
|      | Padova Challenger                                   | Terra rossa                            | Padova                           | Italia               | Europa     |
|      | Pamplona Challenger                                 | Terra rossa                            | Pamplona                         | Spagna               | Europa     |
|      | Panama Challenger                                   | Cemento                                | Panama                           | Panama               | America    |
|      | Paraguay Open                                       | Terra rossa                            | Asunción                         | Paraguay             | America    |
|      | Parioli Challenger                                  | Terra rossa                            | Roma                             | Italia               | Europa     |
|      | Parma Challenger                                    | Terra rossa                            | Parma                            | Italia               | Europa     |
|      | Pasadena Challenger                                 | Cemento                                | Pasadena                         | Stati Uniti          | America    |
|      | Pembroke Pines Challenger                           | Terra verde                            | Pembroke Pines                   | Stati Uniti          | America    |
|      | Penza Cup                                           | Cemento                                | Penza                            | Russia               | Europa     |
|      | Pereira Challenger                                  | Terra rossa                            | Pereira                          | Colombia             | America    |
|      | Pernambuco Brasil Open Series                       | Cemento                                | Recife                           | Brasile              | America    |
|      | Perth Challenger                                    | Cemento                                | Perth                            | Australia            | Oceania    |
|      | Pescara Challenger                                  | Terra rossa                            | Pescara                          | Italia               | Europa     |
|      | Pétange Open                                        | Cemento                                | Pétange                          | Lussemburgo          | Europa     |
|      | Philippine Open                                     | Cemento                                | Manila                           | Filippine            | Asia       |
|      | Pilzen Challenger                                   | Terra rossa                            | Plzeň                            | Rep. Ceca            | Europa     |
|      | Pingshan Open                                       | Cemento                                | Shenzhen                         | Cina                 | Asia       |
|      | P.L. Reddy Memorial Challenger                      | Cemento                                | Chennai                          | India                | Asia       |
|      | Play In Challenger Lille                            | Cemento indoor                         | Lilla                            | Francia              | Europa     |
|      | Polish Cup                                          | Terra rossa                            | Varsavia                         | Polonia              | Europa     |
| TS+  | Polish Open                                         | Cemento                                | Grodzisk Mazowiecki              | Polonia              | Europa     |
|      | Polish Open Challenger                              | Terra rossa                            | Sopot                            | Polonia              | Europa     |
|      | Ponte Vedra Challenger                              | Cemento                                | Ponte Vedra                      | Stati Uniti          | America    |
|      | Poprad-Tatry ATP Challenger Tour                    | Terra rossa                            | Poprad                           | Slovacchia           | Europa     |
|      | Port Elizabeth Challenger                           | Cemento                                | Port Elizabeth                   | Sudafrica            | Africa     |
|      | Porto Alegre Challenger                             | Terra rossa                            | Porto Alegre                     | Brasile              | America    |
|      | Porto Open (Challenger)                             | Terra rossa / Cemento                  | Porto                            | Portogallo           | Europa     |
|      | Portoroz Challenger                                 | Cemento indoor                         | Portorose                        | Slovenia             | Europa     |
|      | Portschach Challenger                               | Terra rossa                            | Pörtschach am Wörther See        | Austria              | Europa     |
|      | PotchOpen                                           | Cemento                                | Potchefstroom                    | Sudafrica            | Africa     |
|      | Poznań Challenger                                   | Terra rossa                            | Poznan                           | Polonia              | Europa     |
| TS+  | Poznań Open                                         | Terra rossa                            | Poznań                           | Polonia              | Europa     |
|      | Prague Challenger (1999)                            | Terra rossa                            | Praga                            | Rep. Ceca            | Europa     |
|      | Prague Open Challenger III                          | Terra rossa                            | Praga                            | Rep. Ceca            | Europa     |
|      | Prague Open II                                      | Terra rossa                            | Praga                            | Rep. Ceca            | Europa     |
|      | President's Cup                                     | Cemento                                | Astana                           | Kazakistan           | Asia       |
|      | Pretoria Challenger                                 | Cemento indoor                         | Pretoria                         | Sudafrica            | Africa     |
|      | Příbram Challenger                                  | Terra rossa                            | Příbram                          | Rep. Ceca            | Europa     |
|      | Pro Series Bath                                     | Cemento                                | Bath                             | Regno Unito          | Europa     |
|      | Puerto Rico Challenger Tennis Tournament            | Cemento                                | Humacao                          | Porto Rico           | America    |
|      | Puerto Vallarta Challenger                          | Cemento                                | Puerto Vallarta                  | Messico              | America    |
|      | Puerto Vallarta Open                                | Cemento                                | Puerto Vallarta                  | Messico              | America    |
|      | Pune Challenger                                     | Cemento                                | Pune                             | India                | Asia       |
|      | Punta Open                                          | Terra rossa                            | Punta del Este                   | Uruguay              | America    |
|      | Qingdao Challenger                                  | Terra rossa                            | Tsingtao                         | Cina                 | Asia       |
|      | Quito Challenger                                    | Terra rossa                            | Quito                            | Ecuador              | America    |
|      | Rafa Nadal Open                                     | Cemento                                | Manacor                          | Spagna               | Europa     |
|      | Rai Open                                            | Terra rossa                            | Roma                             | Italia               | Europa     |
|      | Rajeev Ram Foundation Indy Challenger               | Cemento indoor                         | Indianapolis                     | Stati Uniti          | America    |
|      | Raleigh Challenger                                  | Terra verde                            | Raleigh                          | Stati Uniti          | America    |
|      | Rancho Mirage Challenger                            | Cemento                                | Rancho Mirage                    | Stati Uniti          | America    |
|      | Recife Challenger                                   | Terra rossa                            | Recife                           | Brasile              | America    |
|      | Recife Open Internacional de Tenis                  | Cemento                                | Recife                           | Brasile              | America    |
|      | Reggio Calabria Challenger                          | Terra rossa                            | Reggio Calabria                  | Italia               | Europa     |
|      | Reggio Emilia Challenger                            | Terra rossa                            | Reggio Emilia                    | Italia               | Europa     |
|      | Rennes Challenger                                   | Sintetico indoor                       | Rennes                           | Francia              | Europa     |
|      | Reunion Island Challenger                           | Cemento indoor                         | ?? (La Riunione)                 | Francia              | Africa     |
|      | Reus Challenger                                     | Terra rossa                            | Reus                             | Spagna               | Europa     |
|      | Ribeirão Preto Challenger                           | Terra rossa                            | Ribeirão Preto                   | Brasile              | America    |
|      | Riemerling Challenger                               | Terra rossa                            | Riemerling                       | Germania             | Europa     |
|      | Rijeka Open                                         | Terra rossa                            | Fiume                            | Croazia              | Europa     |
|      | Rio de Janeiro Challenger                           | Cemento                                | Rio de Janeiro                   | Brasile              | America    |
|      | Rio de Janeiro Tennis Cup                           | Terra rossa                            | Rio de Janeiro                   | Brasile              | America    |
|      | Rio de la Plata Challenger                          | Terra rossa                            | Río de la Plata                  | Argentina            | America    |
|      | Rio Grande Challenger                               | Terra rossa                            | Río Grande                       | Porto Rico           | America    |
|      | Rio Quente Tennis Classic                           | Cemento                                | Rio Quente                       | Brasile              | America    |
|      | Rio Tennis Classic                                  | Terra rossa / Cemento                  | Rio de Janeiro                   | Brasile              | America    |
|      | Rio Tennis Cup                                      | Terra rossa                            | Rio de Janeiro                   | Brasile              | America    |
|      | Riviera di Rimini Challenger                        | Terra rossa                            | Rimini                           | Italia               | Europa     |
|      | Rocky Mount Challenger                              | Terra verde                            | Rocky Mount                      | Stati Uniti          | America    |
|      | Rogaska Challenger                                  | Sintetico indoor                       | Rogaška                          | Slovenia             | Europa     |
|      | Roma Challenger                                     | Terra rossa                            | Roma                             | Italia               | Europa     |
|      | Roma Open Garden                                    | Terra rossa                            | Roma                             | Italia               | Europa     |
|      | Roma Open II                                        | Terra rossa                            | Roma                             | Italia               | Europa     |
|      | Rovereto Challenger                                 | Cemento indoor                         | Rovereto                         | Italia               | Europa     |
|      | Royal Indian Open                                   | Cemento                                | Pune                             | India                | Asia       |
|      | Royan Challenger                                    | Terra rossa                            | Royan                            | Francia              | Europa     |
|      | Rümikon Challenger                                  | Terra rossa                            | Rümikon                          | Svizzera             | Europa     |
|      | Rwanda Challenger                                   | Terra rossa                            | Kigali                           | Ruanda               | Africa     |
|      | Saint-Brieuc Challenger                             | Terra rossa / Cemento indoor           | Saint-Brieuc                     | Francia              | Europa     |
|      | Saint-Jean-de-Luz Challenger                        | Cemento indoor                         | Saint-Jean-de-Luz                | Francia              | Europa     |
|      | Saint-Tropez Open                                   | Cemento                                | Saint-Tropez                     | Francia              | Europa     |
|      | Salerno Challenger                                  | Terra rossa                            | Salerno                          | Italia               | Europa     |
|      | Salou Challenger                                    | Terra rossa                            | Salou                            | Spagna               | Europa     |
|      | Salt Lake City Challenger                           | Cemento                                | Salt Lake City                   | Stati Uniti          | America    |
|      | Salvador Challenger                                 | Terra verde                            | Salvador                         | Brasile              | America    |
|      | Salvador Challenger (1979)                          | Terra rossa                            | Salvador (Brasile)               | Brasile              | America    |
|      | Salzburg Challenger                                 | Terra rossa                            | Salisburgo                       | Austria              | Europa     |
|      | Salzburg Open                                       | Cemento                                | Salisburgo                       | Austria              | Europa     |
|      | Samarkand Challenger                                | Terra rossa                            | Samarcanda                       | Uzbekistan           | Asia       |
|      | San Antonio Challenger                              | Cemento                                | San Antonio                      | Stati Uniti          | America    |
|      | San Benedetto Challenger                            | Terra rossa                            | San Benedetto del Tronto         | Italia               | Europa     |
|      | San Benedetto Tennis Cup                            | Terra rossa                            | San Benedetto del Tronto         | Italia               | Europa     |
|      | Sánchez-Casal Cup                                   | Terra rossa                            | Barcellona                       | Spagna               | Europa     |
|      | San Diego Challenger                                | Cemento                                | San Diego                        | Stati Uniti          | America    |
|      | San Luis Potosí Challenger                          | Terra rossa                            | San Luis Potosí                  | Messico              | America    |
|      | San Marcos Open Aguascalientes                      | Terra rossa                            | Aguascalientes                   | Messico              | America    |
| TS+  | San Marino Open                                     | Terra rossa                            | San Marino                       | San Marino           | Europa     |
|      | San Ramon Challenger                                | Cemento                                | San Ramon                        | Stati Uniti          | America    |
|      | Sanremo Challenger                                  | Terra rossa                            | Sanremo                          | Italia               | Europa     |
|      | Sanremo Challenger (1981)                           | Terra rossa                            | Sanremo                          | Italia               | Europa     |
|      | Sanremo Tennis Cup                                  | Terra rossa                            | Sanremo                          | Italia               | Europa     |
|      | Santa Cruz Challenger                               | Terra rossa                            | Santa Cruz de la Sierra          | Bolivia              | America    |
|      | Santa Cruz de la Sierra Challenger                  | Terra rossa                            | Santa Cruz de la Sierra          | Bolivia              | America    |
|      | Santaizi ATP Challenger                             | Sintetico indoor                       | Taipei                           | Taiwan               | Asia       |
|      | Santiago Challenger                                 | Terra rossa                            | Vitacura                         | Cile                 | America    |
|      | Santiago Challenger (1986-2001)                     | Terra rossa                            | Santiago del Cile                | Cile                 | America    |
|      | Santiago Challenger (1997-1998)                     | Terra rossa                            | Santiago del Cile                | Cile                 | America    |
|      | Santiago Challenger 2                               | Terra rossa                            | Vitacura                         | Cile                 | America    |
|      | Santiago Challenger (1997-1998)                     | Terra rossa                            | Santiago del Cile                | Cile                 | America    |
|      | Santiago Challenger (2004-2010)                     | Terra rossa                            | Santiago del Cile                | Cile                 | America    |
|      | Santo Domingo Open                                  | Terra verde                            | Santo Domingo                    | Rep. Dominicana      | America    |
|      | Santos Brasil Tennis Cup                            | Terra rossa                            | Santos                           | Brasile              | America    |
|      | Santos Brasil Tennis Open                           | Terra rossa                            | Santos                           | Brasile              | America    |
|      | São Léo Open                                        | Terra rossa                            | São Leopoldo                     | Brasile              | America    |
|      | Sao Luis Challenger                                 | Cemento                                | São Luís                         | Brasile              | America    |
|      | São Paulo Challenger (1981-2001)                    | Cemento                                | San Paolo                        | Brasile              | America    |
|      | São Paulo Challenger (2002)                         | Cemento                                | San Paolo                        | Brasile              | America    |
|      | São Paulo Challenger (2004)                         | Cemento                                | San Paolo                        | Brasile              | America    |
|      | São Paulo Challenger de Tênis                       | Terra rossa                            | San Paolo                        | Brasile              | America    |
|      | São Paulo Open Tennis                               | Terra rossa                            | San Paolo                        | Brasile              | America    |
|      | São Paulo Tennis Open                               | Terra rossa                            | San Paolo                        | Brasile              | America    |
|      | Sapporo Challenger                                  | Cemento                                | Sapporo                          | Giappone             | Asia       |
|      | Sarajevo Indoors                                    | Cemento                                | Sarajevo                         | Bosnia ed Erzegovina | Europa     |
|      | Sarasota Open                                       | Terra verde                            | Sarasota                         | Stati Uniti          | America    |
|      | Sardinian International Championships               | Terra rossa                            | Cagliari                         | Italia               | Europa     |
|      | SAT Khorat Open                                     | Cemento                                | Khorat                           | Thailandia           | Asia       |
|      | Sauerland Open                                      | Terra rossa                            | Lüdenscheid                      | Germania             | Europa     |
|      | Savannah Challenger                                 | Terra verde                            | Savannah                         | Stati Uniti          | America    |
|      | Schenectady Challenger                              | Cemento                                | Schenectady                      | Stati Uniti          | America    |
|      | Schwaben Open                                       | Terra rossa                            | Augusta                          | Germania             | Europa     |
|      | Seattle Challenger                                  | Cemento                                | Seattle                          | Stati Uniti          | America    |
|      | Sedona Challenger                                   | Cemento                                | Sedona                           | Stati Uniti          | America    |
|      | Seoul Challenger Tennis                             | Terra rossa                            | Seul                             | Corea del Sud        | Asia       |
| TS+  | Seoul Cup                                           | Cemento                                | Seul                             | Corea del Sud        | Asia       |
|      | Seoul Open Challenger                               | Cemento                                | Seul                             | Corea del Sud        | Asia       |
| TS+  | Serbia Challenger Open                              | Sintetico indoor/ Terra rossa          | Belgrado                         | Serbia               | Europa     |
|      | Setubal Challenger                                  | Cemento                                | Setúbal                          | Portogallo           | Europa     |
|      | Shanghai Challenger                                 | Cemento                                | Shanghai                         | Cina                 | Asia       |
|      | Shenzhen Longhua Open                               | Cemento                                | Shenzhen                         | Cina                 | Asia       |
|      | Shenzhen Luohu Challenger                           | Cemento                                | Shenzhen                         | Cina                 | Asia       |
|      | Shimizu City Challenger                             | Cemento                                | Shimizu                          | Giappone             | Asia       |
|      | Shreveport Challenger                               | Cemento                                | Shreveport                       | Stati Uniti          | America    |
|      | Shrewsbury Challenger                               | Cemento indoor                         | Shrewsbury                       | Regno Unito          | Europa     |
|      | Shymkent Challenger                                 | Terra rossa                            | Shymkent                         | Kazakistan           | Asia       |
|      | Siberia Cup                                         | Cemento indoor                         | Tjumen                           | Russia               | Europa     |
|      | Sibiu Open                                          | Terra rossa                            | Sibiu                            | Romania              | Europa     |
|      | Sicilia Classic                                     | Terra rossa                            | Palermo                          | Italia               | Europa     |
|      | Singapore ATP Challenger                            | Cemento                                | Singapore                        | Singapore            | Asia       |
|      | Singapore Challenger                                | Cemento                                | Singapore                        | Singapore            | Asia       |
|      | Siracusa Challenger                                 | Terra rossa                            | Siracusa                         | Italia               | Europa     |
|      | Slovak Challenger                                   | Cemento indoor                         | Bratislava                       | Slovacchia           | Europa     |
|      | Slovak Open                                         | Cemento indoor                         | Bratislava                       | Slovacchia           | Europa     |
|      | Slovenia Open Challenger                            | Cemento                                | Portorose                        | Slovenia             | Europa     |
|      | Sofia Cup                                           | Terra rossa                            | Sofia                            | Bulgaria             | Europa     |
|      | Sofia Open Challenger                               | Terra rossa                            | Sofia                            | Bulgaria             | Europa     |
|      | Solihull Challenger                                 | Terra rossa                            | Solihull                         | Regno Unito          | Europa     |
|      | Sophia Antipolis Open                               | Terra rossa                            | Sophia-Antipolis                 | Francia              | Europa     |
|      | Sopot Challenger                                    | Terra rossa                            | Sopot                            | Polonia              | Europa     |
|      | Sopot Open Challenger                               | Terra rossa                            | Sopot                            | Polonia              | Europa     |
|      | Southampton Challenger                              | Cemento indoor                         | Southampton                      | Regno Unito          | Europa     |
|      | Southern California Open Challenger                 | Cemento                                | Indian Wells                     | Stati Uniti          | America    |
|      | Southern Capital Cup                                | Terra rossa                            | Almaty                           | Kazakistan           | Asia       |
|      | Soweto Open                                         | Cemento                                | Johannesburg                     | Sudafrica            | Africa     |
|      | Split Challenger                                    | Terra rossa                            | Spalato                          | Croazia              | Europa     |
|      | Split Open                                          | Terra rossa                            | Spalato                          | Croazia              | Europa     |
| TS+  | Sporting Challenger                                 | Terra rossa                            | Torino                           | Italia               | Europa     |
|      | Spring Challenger                                   | Cemento                                | Spring                           | Stati Uniti          | America    |
|      | St. Petersburg Challenger                           | Terra rossa / Cemento indoor           | San Pietroburgo                  | Russia               | Europa     |
|      | S Tennis Masters Challenger                         | Terra rossa                            | Graz                             | Austria              | Europa     |
|      | Stockton Challenger                                 | Cemento                                | Stockton                         | Stati Uniti          | America    |
|      | Strasbourg Challenger                               | Terra rossa indoor                     | Strasburgo                       | Francia              | Europa     |
|      | Sunderland Challenger                               | Cemento indoor                         | Sunderland                       | Regno Unito          | Europa     |
|      | Sunrise Tennis Championship                         | Cemento                                | Sunrise/Boca Raton               | Stati Uniti          | America    |
|      | Surbiton Trophy                                     | Erba                                   | Surbiton                         | Regno Unito          | Europa     |
|      | Sutton Challenger                                   | Terra rossa                            | Sutton                           | Regno Unito          | Europa     |
|      | Sydney Challenger                                   | Cemento                                | Sydney                           | Australia            | Oceania    |
|      | Sydney International Challenger                     | Cemento                                | Sydney                           | Australia            | Oceania    |
|      | Sylt Challenger                                     | Terra rossa                            | Sylt                             | Germania             | Europa     |
| TS+  | Szczecin Open                                       | Cemento                                | Stettino                         | Polonia              | Europa     |
|      | Taipei Challenger                                   | Cemento                                | Taipei                           | Taiwan               | Asia       |
|      | Tali Open                                           | Cemento indoor                         | Helsinki                         | Finlandia            | Europa     |
|      | Tallahassee Tennis Challenger                       | Cemento                                | Tallahassee                      | Stati Uniti          | America    |
|      | Tampa Challenger                                    | Terra verde                            | Tampa                            | Stati Uniti          | America    |
|      | Tampere Open                                        | Terra rossa                            | Tampere                          | Finlandia            | Europa     |
|      | Tanagura Challenger                                 | Cemento                                | Tanagura                         | Giappone             | Asia       |
|      | Tarbes Challenger                                   | Terra rossa                            | Tarbes                           | Francia              | Europa     |
|      | Tarragona Challenger                                | Terra rossa                            | Tarragona                        | Spagna               | Europa     |
|      | Tarzana Challenger                                  | Cemento                                | Tarzana                          | Stati Uniti          | America    |
|      | Tashkent Challenger                                 | Cemento indoor                         | Tashkent                         | Uzbekistan           | Asia       |
|      | Tasmania Challenger                                 | Cemento indoor                         | Hobart                           | Australia            | Oceania    |
|      | TCT Open                                            | Terra rossa                            | Tunisi                           | Tunisia              | Africa     |
|      | TEAN International                                  | Terra rossa                            | Alphen aan den Rijn              | Paesi Bassi          | Europa     |
|      | Teheran Challenger                                  | Terra rossa                            | Teheran                          | Iran                 | Asia       |
|      | Tel Aviv Challenger                                 | Cemento                                | Tel Aviv                         | Israele              | Asia       |
|      | Telford Challenger                                  | Sintetico indoor                       | Telford                          | Regno Unito          | Europa     |
|      | Tempe Challenger                                    | Cemento indoor                         | Tempe                            | Stati Uniti          | America    |
|      | Tenerife Challenger                                 | Cemento                                | Guía de Isora                    | Spagna               | Europa     |
|      | Tenerife Challenger (1993)                          | Cemento                                | Tenerife                         | Spagna               | Europa     |
|      | Tennis Championships of Maui                        | Cemento                                | Honolulu / Wailea /Lahaina       | Stati Uniti          | America    |
|      | Tennislife Cup                                      | Terra rossa                            | Napoli                           | Italia               | Europa     |
|      | Tennis Napoli Cup                                   | Terra rossa                            | Napoli                           | Italia               | Europa     |
|      | Tennis Open Karlsruhe                               | Terra rossa                            | Karlsruhe                        | Germania             | Europa     |
|      | Texas Tennis Classic                                | Cemento                                | Waco                             | Stati Uniti          | America    |
|      | The Hague Challenger                                | Sintetico indoor                       | L'Aia                            | Paesi Bassi          | Europa     |
| TS+  | The Hague Open                                      | Terra rossa                            | Scheveningen                     | Paesi Bassi          | Europa     |
|      | The Jersey International                            | Cemento                                | Jersey                           | Regno Unito          | Europa     |
|      | Thessaloniki Challenger                             | Terra rossa / Sintetico                | Salonicco                        | Grecia               | Europa     |
|      | Tianjin Health Industry Park                        | Cemento                                | Tientsin                         | Cina                 | Asia       |
|      | Tiburon Challenger                                  | Cemento                                | Tiburon                          | Stati Uniti          | America    |
|      | Tijuana Challenger                                  | Cemento                                | Tijuana                          | Messico              | America    |
|      | Timișoara Challenger                                | Terra rossa                            | Timișoara                        | Romania              | Europa     |
|      | Tinton Falls Challenger                             | Cemento                                | Tinton Falls                     | Stati Uniti          | America    |
|      | TK Sparta Praga Challenger                          | Terra rossa                            | Praga                            | Rep. Ceca            | Europa     |
|      | Togliatti Challenger                                | Cemento                                | Togliatti                        | Russia               | Europa     |
|      | Tokyo Challenger                                    | Cemento                                | Tokyo                            | Giappone             | Asia       |
|      | Toluca Challenger                                   | Terra rossa                            | Toluca                           | Messico              | America    |
|      | Torino Challenger                                   | Cemento indoor                         | Torino                           | Italia               | Europa     |
|      | Torino Challenger (1980-1994)                       | Terra rossa                            | Torino                           | Italia               | Europa     |
|      | Torneio Internacional de Tênis Campos do Jordão     | Cemento                                | Campos do Jordão                 | Brasile              | America    |
|      | Torneo Città di Vercelli                            | Terra rossa                            | Vercelli                         | Italia               | Europa     |
|      | Torneo de Mendoza                                   | Terra rossa                            | Mendoza                          | Argentina            | America    |
|      | Torneo Internacional Challenger León                | Cemento                                | Leon                             | Messico              | America    |
|      | Torneo Tenis Ciudad de Madrid                       | Terra rossa                            | Madrid                           | Spagna               | Europa     |
|      | Torrance Challenger                                 | Cemento                                | Torrance                         | Stati Uniti          | America    |
|      | Tournoi International de Tennis de Bordeaux         | Terra rossa                            | Bordeaux                         | Francia              | Europa     |
|      | Toyota Challenger                                   | Sintetico indoor                       | Toyota                           | Giappone             | Asia       |
|      | Toyota City Challenger                              | Cemento                                | Toyota                           | Giappone             | Asia       |
|      | Trani Cup                                           | Terra rossa                            | Trani                            | Italia               | Europa     |
|      | Traralgon Challenger                                | Cemento                                | Traralgon                        | Australia            | Oceania    |
|      | Travemunde Open                                     | Terra rossa                            | Travemünde                       | Germania             | Europa     |
|      | Trofeo Bellaveglia                                  | Terra rossa                            | Orbetello                        | Italia               | Europa     |
|      | Trofeo Internacional Club Laieta Barcelona          | Terra rossa                            | Barcellona                       | Spagna               | Europa     |
|      | Trofeo Luigi Pezzoli                                | Cemento                                | Bergamo                          | Italia               | Europa     |
|      | Trofeo Manta Open                                   | Cemento                                | Manta                            | Ecuador              | America    |
|      | Troisdorf Challenger                                | Terra rossa                            | Troisdorf                        | Germania             | Europa     |
|      | Trophee des Alpilles                                | Cemento                                | Saint-Rémy-de-Provence           | Francia              | Europa     |
|      | Tulsa Challenger                                    | Cemento                                | Tulsa                            | Stati Uniti          | America    |
|      | Tumkur Challenger                                   | Cemento                                | Tumkur                           | India                | Asia       |
|      | Tunis Challenger                                    | Terra rossa                            | Tunisi                           | Tunisia              | Africa     |
| TS+  | Tunis Open                                          | Terra rossa                            | Tunisi                           | Tunisia              | Africa     |
|      | Tyler Challenger                                    | Cemento                                | Tyler                            | Stati Uniti          | America    |
|      | Tyler Tennis Championships                          | Cemento                                | Tyler                            | Stati Uniti          | America    |
|      | Ulm Challenger                                      | Terra rossa                            | Nuova Ulma / Ulma                | Germania             | Europa     |
|      | Uruguay Open                                        | Terra rossa                            | Montevideo                       | Uruguay              | America    |
|      | USTA Challenger of Oklahoma                         | Cemento                                | Tulsa                            | Stati Uniti          | America    |
|      | USTA LA Tennis Open                                 | Cemento                                | Carson                           | Stati Uniti          | America    |
|      | UTC Open                                            | Terra rossa                            | Čerkasy                          | Ucraina              | Europa     |
|      | Vadodara Challenger                                 | Erba                                   | Vadodara                         | India                | Asia       |
|      | Valkenswaard Challenger                             | Sintetico indoor                       | Valkenswaard                     | Paesi Bassi          | Europa     |
|      | Valladolid Challenger                               | Cemento                                | Valladolid                       | Spagna               | Europa     |
|      | Valle d'Aosta Open                                  | Cemento indoor                         | Courmayeur                       | Italia               | Europa     |
|      | Vancouver Challenger                                | Cemento indoor                         | Vancouver                        | Canada               | America    |
|      | Vancouver Open                                      | Cemento                                | Vancouver                        | Canada               | America    |
|      | Velenje Challenger                                  | Sintetico indoor                       | Velenje                          | Slovenia             | Europa     |
|      | Venice Challenger                                   | Terra rossa                            | Venezia                          | Italia               | Europa     |
|      | Venice Challenge Save Cup                           | Terra rossa                            | Mestre                           | Italia               | Europa     |
|      | Verona Challenger                                   | Terra rossa                            | Verona                           | Italia               | Europa     |
|      | Vesuvio Cup                                         | Terra rossa                            | Ercolano                         | Italia               | Europa     |
|      | Vienna Challenger                                   | Terra rossa                            | Vienna                           | Austria              | Europa     |
|      | Vigo Challenger                                     | Terra rossa                            | Vigo                             | Spagna               | Europa     |
|      | Vilamoura Challenger                                | Cemento                                | Vilamoura                        | Portogallo           | Europa     |
|      | Villa María Challenger                              | Terra rossa                            | Villa María                      | Argentina            | America    |
|      | Vilnius Open                                        | Cemento indoor                         | Vilnius                          | Lituania             | Europa     |
|      | Viña del Mar Challenger                             | Terra rossa                            | Viña del Mar                     | Cile                 | America    |
|      | Viña del Mar Open                                   | Terra rossa                            | Viña del Mar                     | Cile                 | America    |
|      | Virginia Beach Challenger                           | Cemento                                | Virginia Beach                   | Stati Uniti          | America    |
|      | Vitas Gerulaitis Cup                                | Cemento indoor                         | Vilnius                          | Lituania             | Europa     |
|      | Waco Tennis Challenger                              | Cemento                                | Waco                             | Stati Uniti          | America    |
|      | Waiblingen Challenger                               | Terra rossa                            | Waiblingen                       | Germania             | Europa     |
|      | Waikoloa USTA Challenger                            | Cemento                                | Waikoloa Village                 | Stati Uniti          | America    |
|      | Wall Challenger                                     | Cemento                                | Wall (New Jersey)                | Stati Uniti          | America    |
|      | Warsaw Challenger                                   | Terra rossa                            | Varsavia                         | Polonia              | Europa     |
|      | Weiden Challenger                                   | Terra rossa                            | Weiden                           | Germania             | Europa     |
|      | Weil Tennis Academy Challenger                      | Cemento                                | Ojai                             | Stati Uniti          | America    |
|      | Wellington Classic                                  | Cemento                                | Wellington                       | Nuova Zelanda        | Oceania    |
|      | West Bloomfield Pro Indoor USTA Challenger          | Cemento                                | West Bloomfield                  | Stati Uniti          | America    |
|      | West of England Challenger                          | Erba                                   | Bristol                          | Regno Unito          | Europa     |
|      | West Palm Challenger                                | Terra verde                            | West Palm Beach                  | Stati Uniti          | America    |
|      | West Side Tennis Club Grass Court Challenger        | Erba                                   | Forest Hills                     | Stati Uniti          | America    |
|      | West Worthing Challenger                            | Terra rossa                            | West Worthing                    | Regno Unito          | Europa     |
|      | Whistler Challenger                                 | Cemento                                | Whistler                         | Canada               | America    |
|      | Winnetka USTA Pro Tennis Championship               | Cemento                                | Winnetka                         | Stati Uniti          | America    |
|      | Winnipeg Challenger                                 | Cemento                                | Winnipeg                         | Canada               | America    |
|      | Wismar Challenger                                   | Sintetico indoor                       | Wismar                           | Germania             | Europa     |
|      | Wolfsburg Challenger                                | Sintetico indoor                       | Wolfsburg                        | Germania             | Europa     |
|      | Wrexham Challenger                                  | Cemento indoor                         | Wrexham                          | Regno Unito          | Europa     |
| TS+  | Wrocław Open                                        | Cemento                                | Breslavia                        | Polonia              | Europa     |
|      | Wuxi Open                                           | Cemento                                | Wuxi                             | Cina                 | Asia       |
|      | Yeongwol Challenger Tennis                          | Cemento                                | Yeongwol                         | Corea del Sud        | Asia       |
|      | Yokkaichi Challenger                                | Cemento                                | Yokkaichi                        | Giappone             | Asia       |
|      | Yuba City Racquet Club Challenger                   | Cemento                                | Yuba City                        | Stati Uniti          | America    |
|      | Yucatán Open                                        | Terra rossa                            | Mérida                           | Messico              | America    |
|      | Yugoslavia Open                                     | Terra rossa                            | Belgrado                         | Jugoslavia           | Europa     |
|      | Yugra Cup                                           | Sintetico indoor                       | Chanty-Mansijsk                  | Russia               | Europa     |
|      | Yvetot Challenger                                   | Terra rossa                            | Yvetot                           | Francia              | Europa     |
|      | Zabrze Challenger                                   | Terra rossa                            | Zabrze                           | Polonia              | Europa     |
|      | Zadar Open                                          | Terra rossa                            | Zara                             | Croazia              | Europa     |
|      | Zagreb Open                                         | Terra rossa                            | Zagabria                         | Croazia              | Europa     |
|      | Zaragoza Challenger                                 | Terra rossa                            | Saragozza                        | Spagna               | Europa     |
|      | Zell Am See Challenger                              | Terra rossa                            | Zell am See                      | Austria              | Europa     |
|      | Zell Challenger                                     | Terra rossa                            | Zell am Harmersbach              | Germania             | Europa     |
|      | Zhuhai Open                                         | Cemento                                | Zhuhai                           | Cina                 | Asia       |
|      | Zug Open                                            | Terra rossa                            | Zugo                             | Svizzera             | Europa     |